# Breidenbacher Hof

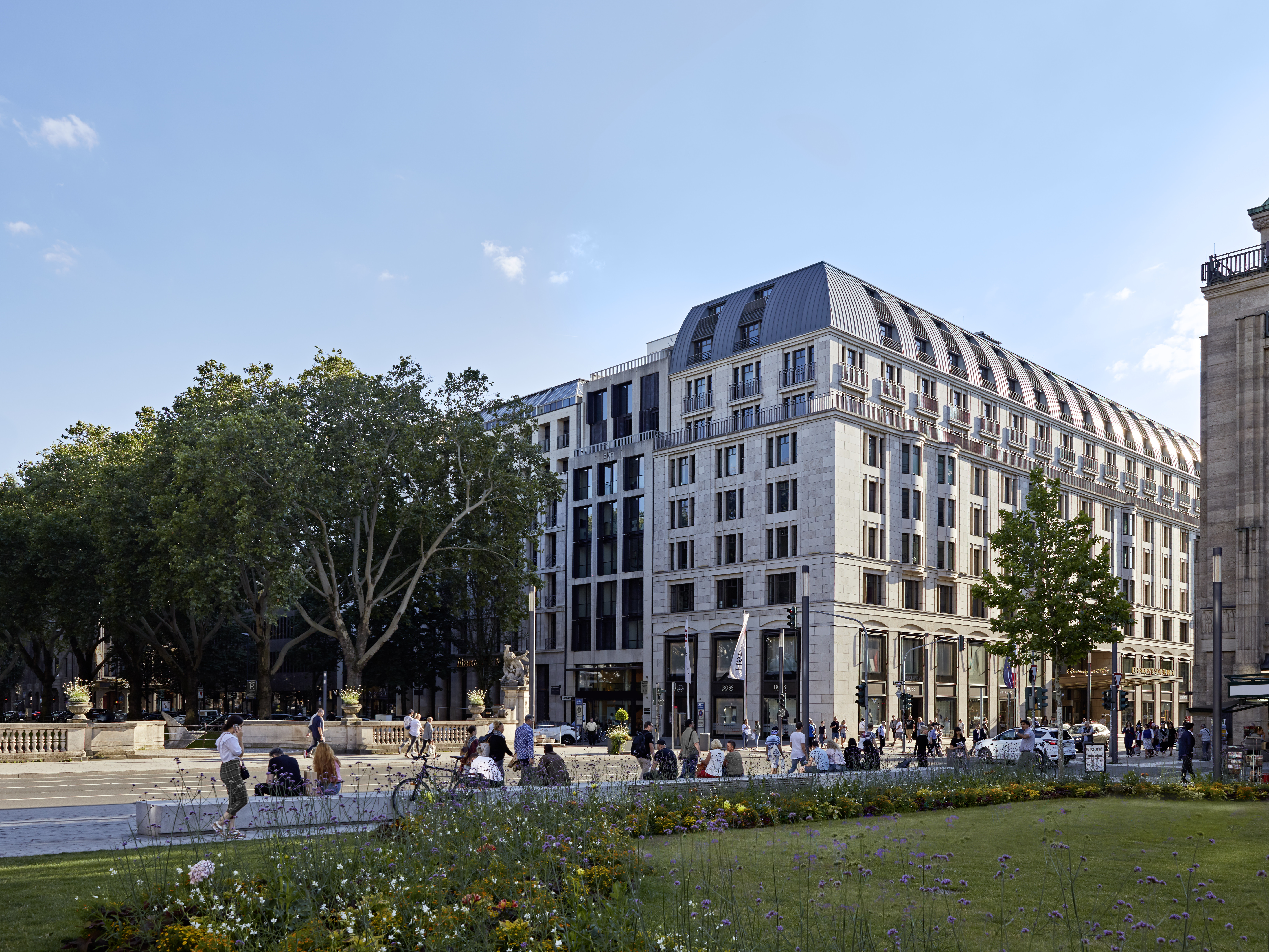
Der Breidenbacher Hof an der Königsallee

Der Breidenbacher Hof ist ein Luxushotel an der Königsallee in Düsseldorf.

## Lage
Der Breidenbacher Hof in Düsseldorf liegt zwischen der Königsallee und der Heinrich-Heine-Allee mit dem Hoteleingang auf der Theodor-Körner-Straße und grenzt direkt an die Altstadt. In unmittelbarer Nähe befinden sich die Deutsche Oper am Rhein, das Düsseldorfer Schauspielhaus sowie die Kunstsammlung Nordrhein-Westfalens K 20.

## Geschichte
1806 ersteigerte Wilhelm Breidenbach (1764–1837), der zuvor in der Altstadt eine Gaststätte betrieben hatte, ein Grundstück, um ein Grand Hotel zu errichten. Das Grundstück war ein Eckgrundstück und lag an der Alleestraße Nr. 34, Ecke Bazarstraße Nr. 1.
Von 1808 bis 1812 entstand ein erster klassizistischer Bau nach den Plänen des Architekten Adolph von Vagedes. 1840 ging der Breidenbacher Hof in die Hände des Gastronomen Capellen-Heydendahl über. Das Hotel lag zwischen dem neuen Bahnhof an der Königsallee und den Posthaltereien in der Altstadt. Der Breidenbacher Hof wurde zu einer der besten Adressen der Stadt, Könige und Königinnen, Adelige, Politiker und Künstler nächtigten hier.
1855 übernahm der Gastwirt Julius Disch das Unternehmen. Er verkaufte es 1872 an die Düsseldorfer Baubank, die das Haus durch einen Neubau der Architekten Boldt & Frings ersetzen ließ. Das Haus wurde nun als Palast Hotel Breidenbacher Hof weitergeführt. Zu diesem Zeitpunkt lag das Hotel unverändert nur in der Alleestraße 34, Ecke Bazarstraße. Von letzterer Straße waren noch 1878 neben dem Hotel auf Nr. 1 nur die Grundstücke Nr. 2 und Nr. 8 (= Ecke Canalstraße) bebaut. Die bebauten Grundstücke Bazarstraße Nr. 2 (1885) und 3 bis 8 wurden 1887 von der Düsseldorfer Baubank aufgekauft, so dass das Hotel an der Bazarstraße erweitert werden konnte. Dieser Umbau erfolgte nach Plänen der Architekten Klein & Dörschel von 1899 bis 1901. Bereits 1882 erwarb die Baubank auch die bebauten Grundstücke Nr. 3 (= Eckhaus Bazarstraße) und Nr. 4 auf der Canalstraße. Diese Adresse änderte sich 1905 in Königsallee Nr. 11 und 13. Ab 1905 wurden die oberen Etagen in Haus Nr. 11 und die 2. Etage in Haus Nr. 13 vom Hotel Breidenbacher Hof ebenfalls mit benutzt.
Nachdem in den 1920er-Jahren die Baubank von einem Bankenkonsortium übernommen worden war, erfolgte Ende der 1920er Jahre der Umbau des Gebäudes nach Plänen von Emil Fahrenkamp mit Fertigstellung 1928. Das Hotel wechselte in Folge mehrfach den Besitzer. So hatte 1929 der niederländische Investor Martin Sternberg die Aktienmehrheit der Baubank inne, zu deren wichtigsten Aktivposten der Breidenbacher Hof gehörte. 1932 kündigte die ebenfalls von Sternberg dominierte Disch Hotel- und Verkehrs-A.G. den 1927 abgeschlossenen Betreibervertrag für das Hotel gegenüber der weiterhin im Besitz der Immobilie befindlichen Baubank. Auf den Tod Sternbergs im Mai 1932 folgten Konkursverfahren für weite Teile seiner Unternehmensgruppe. In diesem Rahmen wurden Vorwürfe wegen Scheingeschäften unter anderem zum Schaden der Baubank und des Breidenbacher Hofs laut. 1933 übernahm im Rahmen eines Liquidationsvergleichs die von Gläubigern gegründete Betriebsgesellschaft Breidenbacher Hof GmbH unter der Leitung von Georg Linsenmeyer das Hotel, nachdem die vorherige Betreibergesellschaft Palast Hotel Breidenbacher Hof GmbH im August des Jahres zahlkungsunfähig geworden war. Am Pfingstsamstag 1943 wurde der Breidenbacher Hof bei einem Bombenangriff völlig zerstört. Linsenmeyer wollte das Hotel wieder aufbauen.
Am 15. August 1950 wurde der neue Breidenbacher Hof mit 150 Betten erneut eröffnet, nachdem er nach Plänen von Emil Fahrenkamp wieder aufgebaut worden war. 1953 baute der Eigentümer neue Innenhofflügel an. Das Hotel verfügte jetzt über 210 reguläre Zimmer sowie 30 Alkoven-Zimmer und zehn Appartements.
Nach dem Tod von Linsenmeyer 1971 übernahm seine Tochter Renate die Geschäfte. Das Hotel wurde saniert und dem Zeitgeist entsprechend gestaltet. 1979 eröffnete die französische Sängerin und Unternehmerin Regine Zylberberg im Untergeschoss ihren Nachtclub Regine’s. Dort wurden Filmpremieren gefeiert; Stars wie Peter Ustinov, Curd Jürgens und Hans Albers gingen im Breidenbacher Hof ein und aus.
1985 kaufte Georg Rafael, Gründer der Regent-Hotelkette, das Traditionshaus. Von nun an standen Gala-Diner-Musical-Abende auf dem Programm, die sich zu einer festen Institution in der Düsseldorfer Kulturszene entwickelten. Unter der Führung des Hoteldirektors Torriani wurde das Hotel stetig weiter modernisiert.
Die Unternehmensgruppe Pearl of Kuwait war mit dem Erwerb durch Rafael oder kurz danach als Investor eingestiegen. Für das Jahr 1999 plante Pearl of Kuwait eine Sanierung und schloss für die Zeit nach deren Abschluss einen Pachtvertrag mit der Hotelkette Ritz-Carlton. Für diese Arbeiten wurde das Hotel 1999 geschlossen. Bald darauf zeigte sich jedoch, dass sich das Haus auf Grund seiner schlechten Bausubstanz nicht mehr erhalten ließ und ein Neubau erforderlich war. Alle Bauvorhaben stagnierten, das Gebäude zerfiel, bis es schließlich 2005 abgerissen, in einer beinahe dreijährigen Bauphase wieder aufgebaut und am 19. Mai 2008 wieder eröffnet wurde. Betreiber des Hotels ist die Hotelgruppe „West Paces Hotel Group“, die den Breidenbacher Hof bis April 2021 unter der Luxusmarke Capella führte.
Zu den prominentesten Gästen zählte seit der Neueröffnung Fürst Albert II. von Monaco. Im Jahr 2023 übernachteten hier unter anderem George Clooney, Bruce Springsteen, Megan Fox und Harry Styles. Im Jahr 2024 residierten hier kurz nacheinander Taylor Swift, Pink und die Band Coldplay.
Im April 2021 übernahm der vormals unter Capella angestellte Direktor Cyrus Hedrian eigenständig den Betrieb des Hotels.
Eine Übernachtung kostete Ende 2023 durchschnittlich 500 Euro, das günstigste Zimmer 350 Euro. Die Zimmergröße reichte von 41 qm bis zu Suiten von über 400 qm, die in der Spitze 14.000 Euro pro Nacht kosteten. Ab dem Sommer 2024 ist ein kompletter Umbau mit einer durchgreifenden Modernisierung des Interieurs vorgesehen, weg von Gold, Leder und Mahagony.

## Architektur

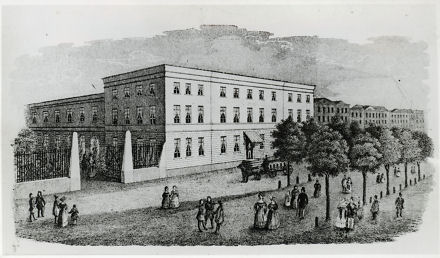
Breidenbacher Hof um 1870, Architekt Adolf von Vagedes, klassizistisch

Von 1808 bis 1812 wurde der Breidenbacher Hof nach den Plänen des Architekten Adolph von Vagedes gebaut und schließlich 1812 eröffnet. Probleme ergaben sich durch ein neu errichtetes Gymnasium, das die Fassade verdeckte und zu Lärmbelästigungen durch die Schüler führte. Breidenbachs Vision vom freistehenden Prachthotel wurde erst nach seinem Tode im Jahre 1908 Wirklichkeit, nachdem das Gymnasium abgerissen und das Kaufhaus Tietz (heute „Kaufhof an der Kö“) gebaut wurde.
Im Jahre 1872 wurde das Hotel nach Plänen der Architekten Boldt & Frings erweitert. Die damalige Besitzerin, die Düsseldorfer Baubank, ließ an der neu entstandenen Bazarstraße (heutige Theodor-Körner-Straße) eine neue Schauseite des Hotels errichten. Der bereits bestehende kleine Hotelbau wurde erweitert und umgebaut.
Die Schaufassade zur Alleestraße wurde stärker gegliedert. Vier große Doppelfenster wurden zu beiden Seiten des Eingangs angebracht. Zwei Doppelsäulen flankierten den Eingang, den ein schmiedeeiserner, glasverkleideter Baldachin schmückte: Über den Fenstern der Seitenflügel der ersten Etage befanden sich Fensterverdachungen. Die Dachgeschosszone war stark akzentuiert. Den mittleren Dachabschluss kennzeichnete ein „altarähnlicher Aufbau, der von zwei Frauenfiguren getragen wurde […] Die schöne klassizistische Fassade, die das Hotel in den Rang eines Baudenkmals erhoben hatte, war aufgegeben worden.“

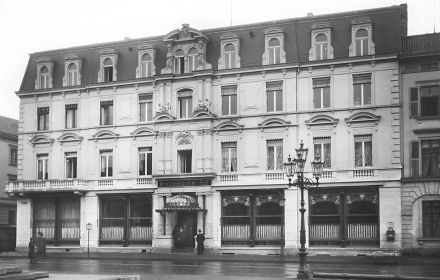
Fassade von Boldt & Frings, Historismus
Fassade der Bazarstraße
Nach dem Bombenangriff 1943

Von 1899 bis 1901 wurde das Hotel noch einmal umgebaut, dieses Mal nach Plänen der Architekten Klein & Dörschel. Neben den Gastzimmern wurden mehrere vornehm ausgestattete Restaurationsräume sowie größere und kleinere Säle für Festlichkeiten eingerichtet.

### Salons
Bei dem Umbau blieb die historistische Innenarchitektur der Salons erhalten, wurde jedoch mit Lampen im Jugendstil bereichert. So war die vorgegebene Architektur noch traditionell, aber es entstand eine Kombination von historistischer Häkeldecke auf dem Tisch und einer Lampe im Jugendstil: „Andererseits hatte man keine Hemmungen, eine Jugendstil-Lampe auf einen mit einer gewaltigen Häkeldecke belegten Gründerzeit-Tisch zu stellen, um den herum schönste Empire-Stühle verteilt waren“.

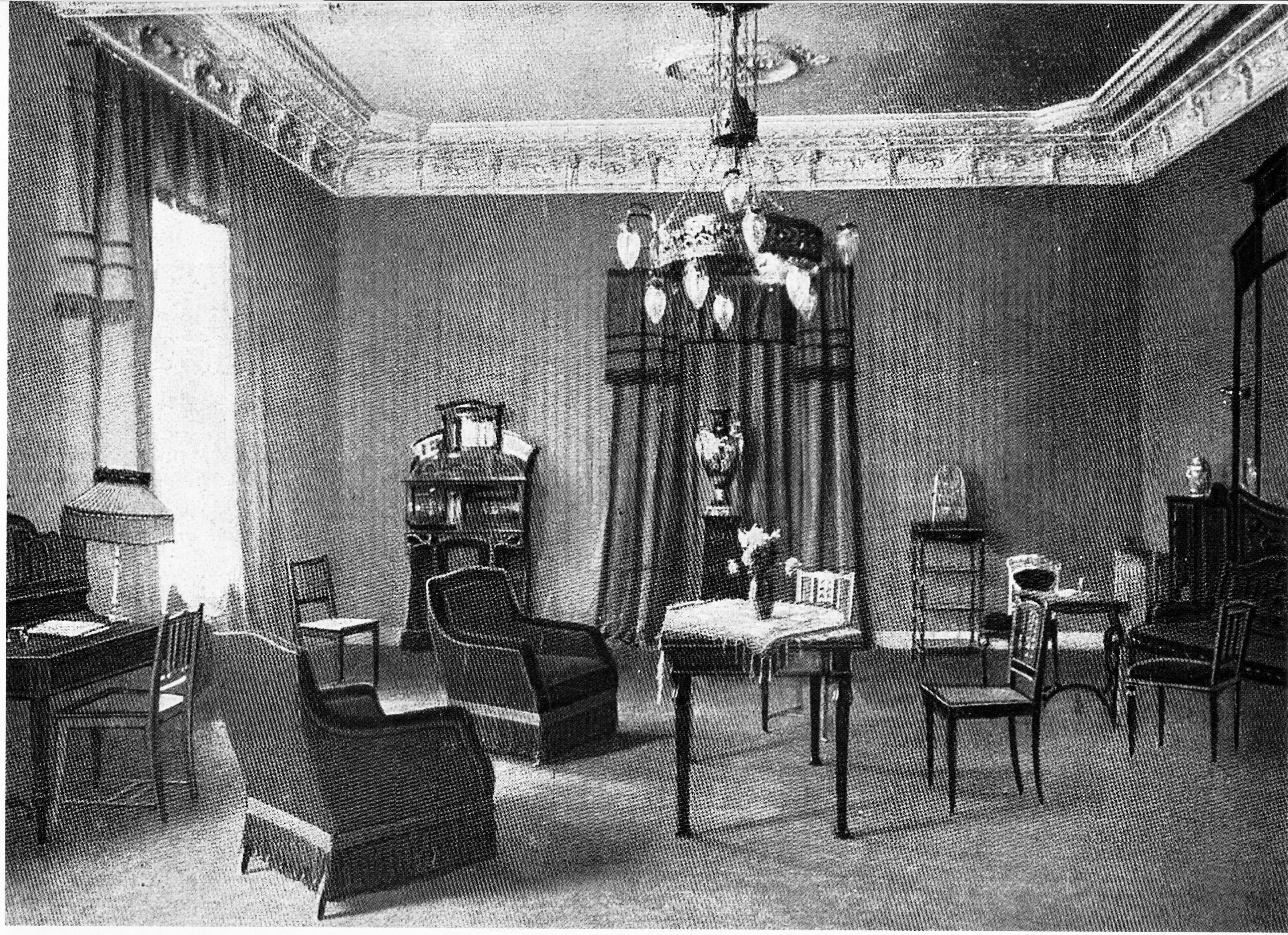
Salon, 1900
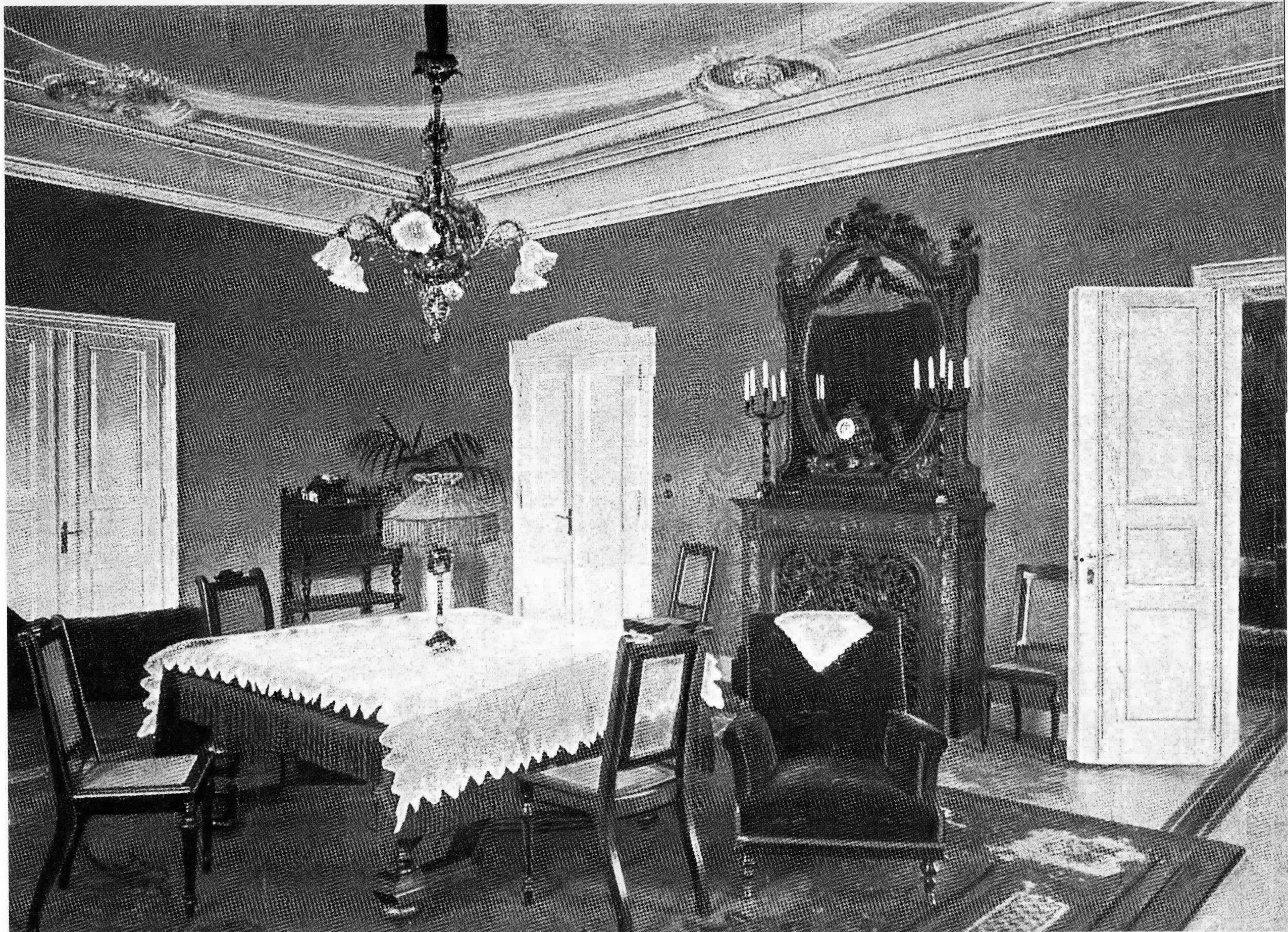
Salon, 1900

### Speisesaal
Bei dem Umbau blieb die historistische Innenarchitektur des großen Speisesaals erhalten. Der Speisesaal zeigte Spiegelwände, Stuckmedaillons im Stil des Schlosses von Versailles; diese wurden erst beim Umbau im Jahre 1928 entfernt

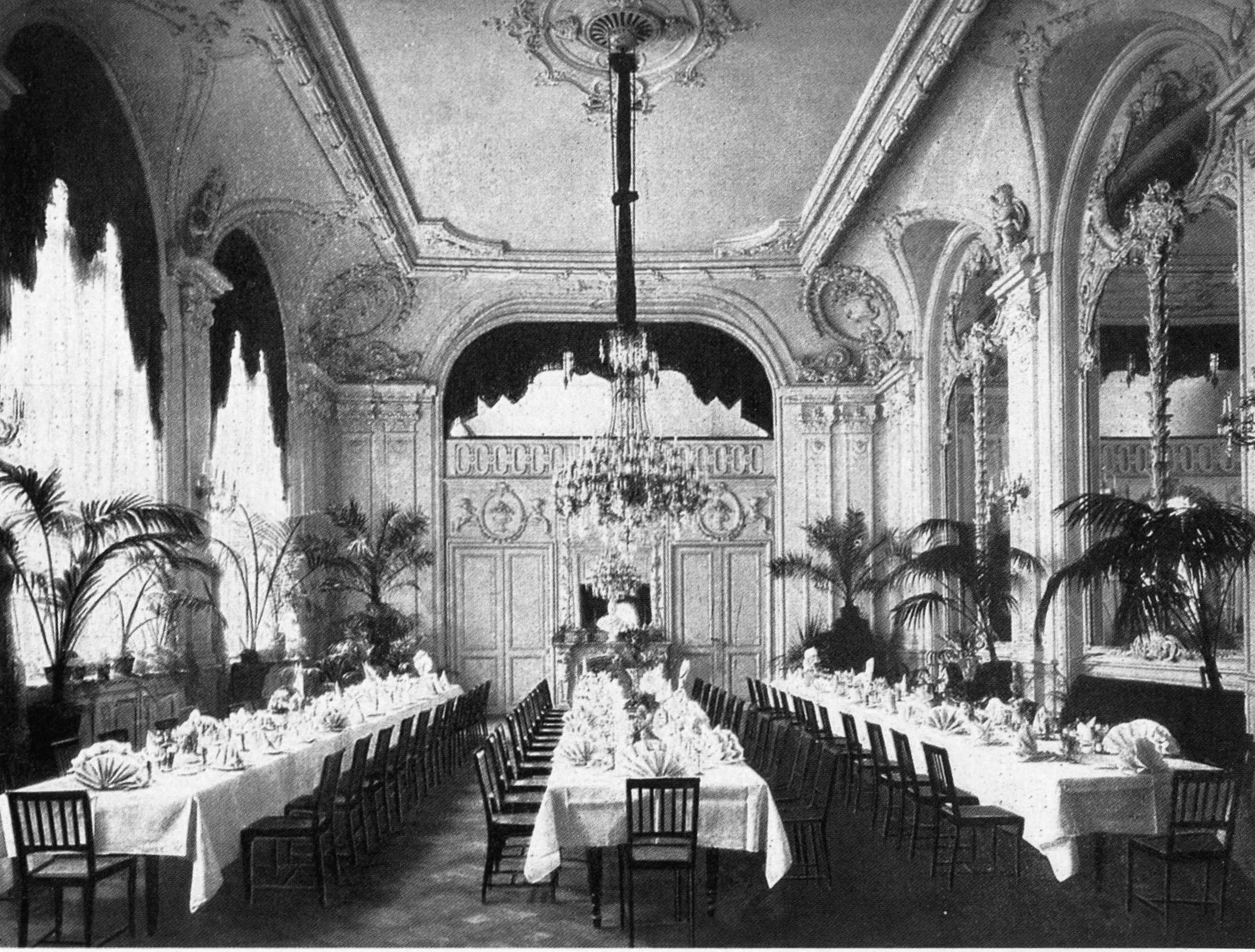
Speisesaal, 1900

### Treppenhaus
Das Treppenhaus aus der wilhelminischen Ära zeigte ein schweres schmiedeeisernes Geländer.

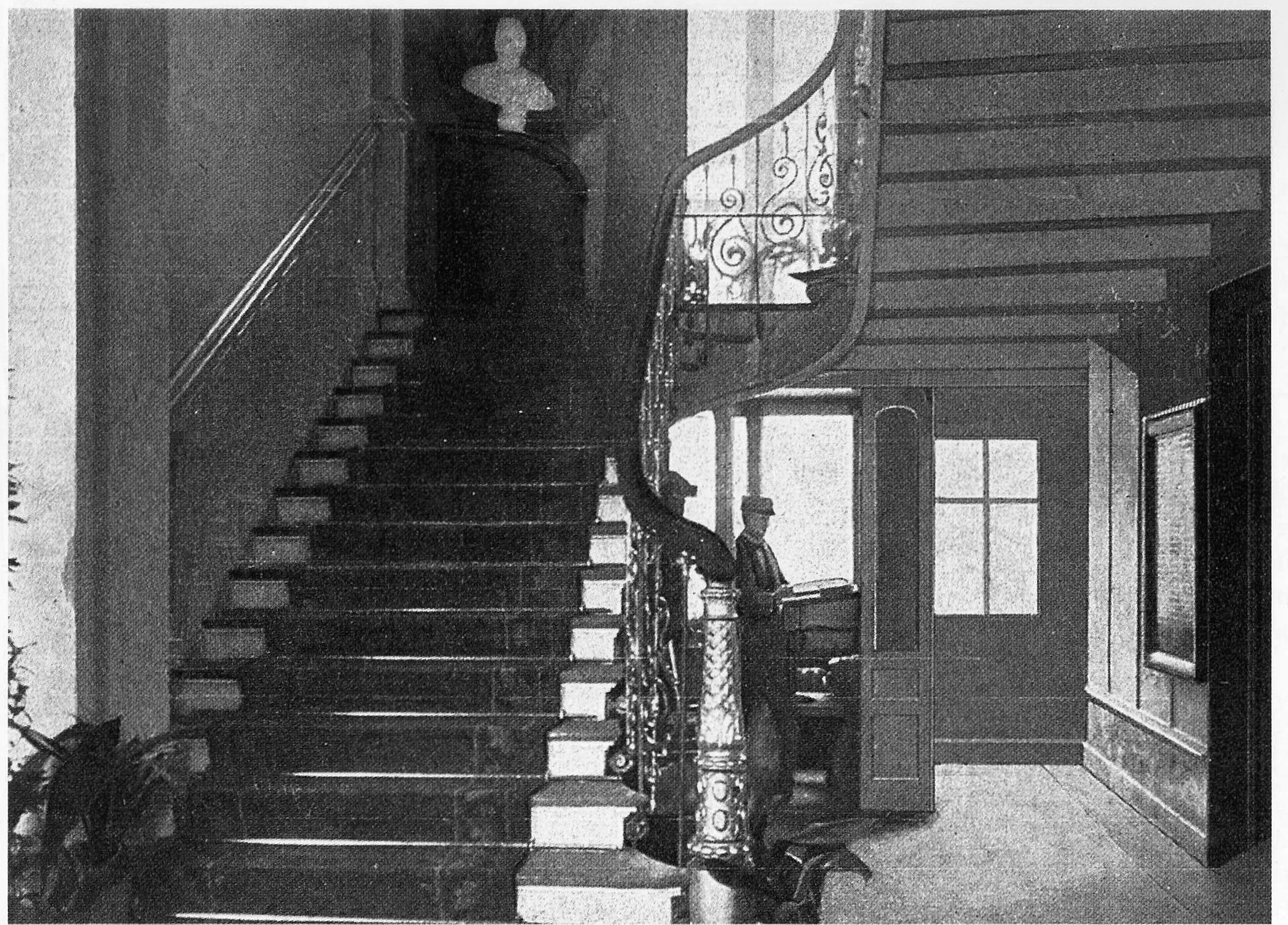
Treppenhaus an der Alleestraße, 1900

### Frühstückssaal und Restaurant
Im Jugendstil wurden der Frühstücks- und Restaurationssaal (Restaurant) gestaltet.

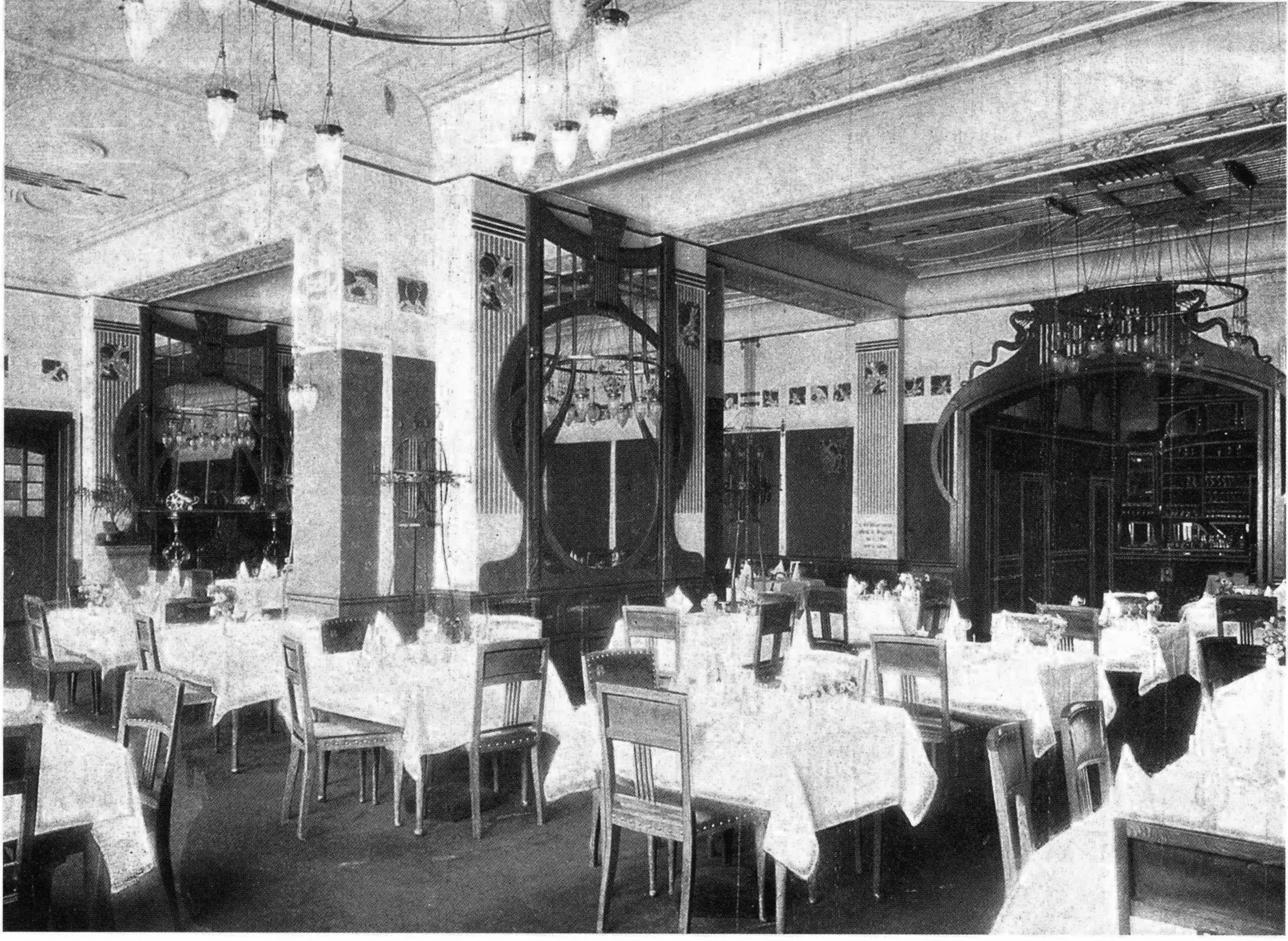
Restaurant, 1900
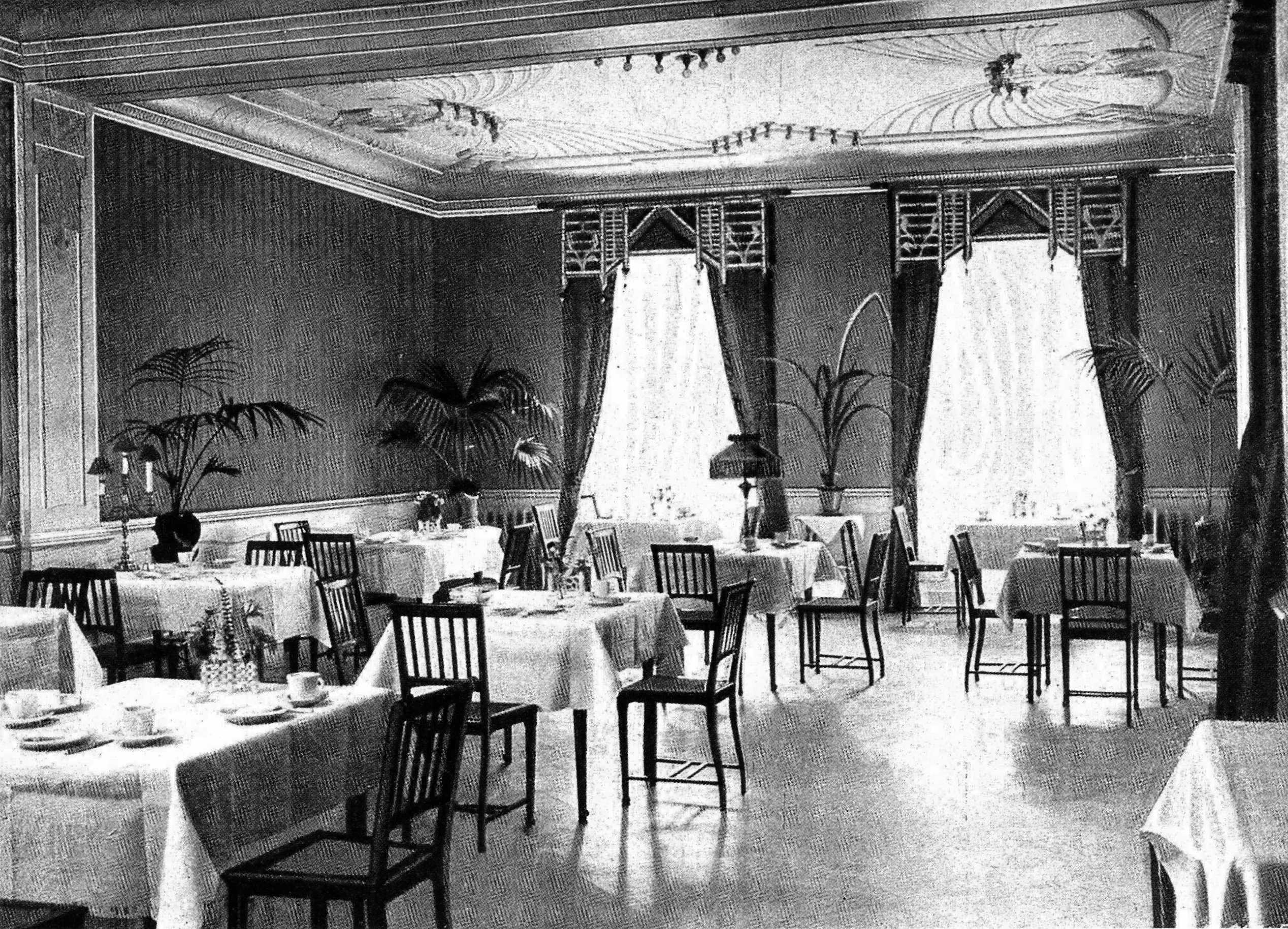
Frühstückssaal, 1900

### Vestibül und Kasse
Auch das „Vestibul“ und die „Casse“ des Breidenbacher Hofs wurden „stilgerecht dem Geschmack der Jahrhundertwende angepasst. Spielerisch verschnörkelte Korbmöbel kündeten als Kontrapunkt zu dem immer noch vorhandenen schweren wilhelminischen Intérieur von der neuen Zeit“.

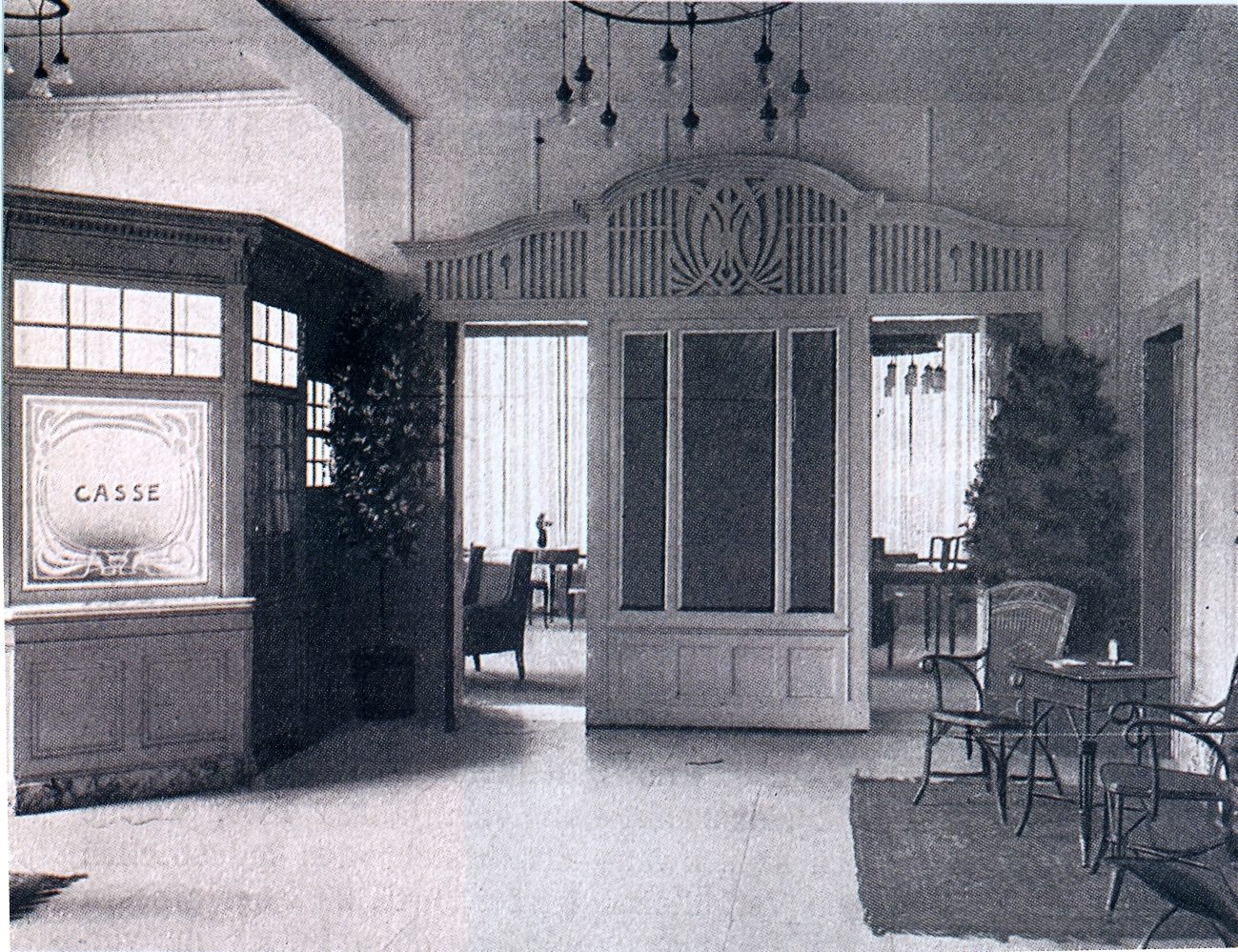
Vestibül und Casse (Jugendstil).

### American Bar
Auch die „American Bar“ des Breidenbacher Hofs wurde aufwändig im Jugendstil gestaltet: „Auch die American Bar mit einem gewaltig ausladenden Büffet und die holzverkleideten Durchgänge zum Restaurationssaal waren reichlich mit den im Art Nouveau häufig vom Pflanzenmotiv ausgehenden linearen Ornamenten verziert, die heute jeder Jugendstilsammlung Ehre machen würden“.

### 1906: Erwerb und Umbau des Hauses Alleestraße 36

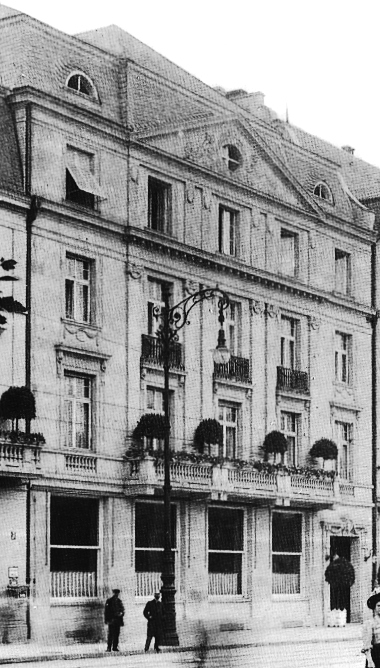
Alleestraße Nr. 36, Haus Beuth.

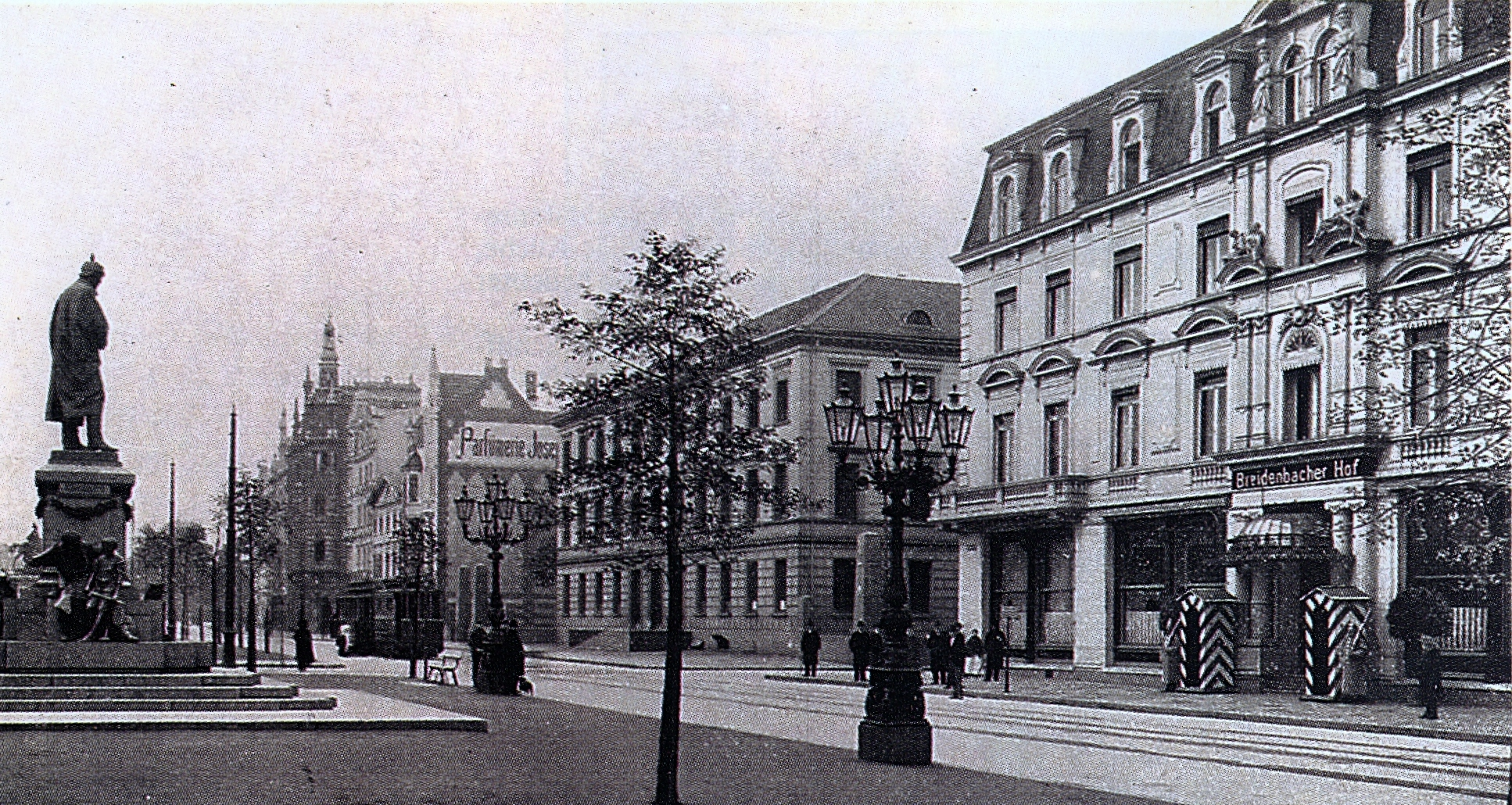
Breidenbacher Hof, Alleestraße 36

Das Wohnhaus Alleestraße 36 wurde von dem Hofkammerrath Hermann Joseph Friedrich Beuth erbaut und bewohnt. 1820 wurde das Haus in der Alleestraße an Anna Friedrika Sybille von Carnap verkauft. Danach gehörte das Haus dem Prinzen Wilhelm von Solms-Braunfels, der mit Maria Anna Gräfin von Kinsky verheiratet war und jahrelang das Haus bewohnten. Ende des 19. Jahrhunderts kam das Haus an die Familie Weckbecker. Im Jahr 1906 wurde das Haus Alleestraße 36 vom Breidenbacher Hof erworben. Der „Erweiterungsneubau“ bzw. „Anbau“ wurde umfangreich umgestaltet:

„Dabei ging man geschickt zu Werke und behielt sich durch entsprechende bauliche Maßnahmen die Möglichkeit vor, den Erweiterungsneubau jederzeit vom Hotel trennen zu können und für private oder anderweitige Geschäftszwecke nutzbar zu machen. Der Anbau gab Gelegenheit, das Vestibül im Erdgeschoss zu vergrößern, die Restaurationsräume großzügig mit einer Veranda und dem Garten zu verbinden und einen neuen Zugang zu diesen Räumen und nach den oberen Festsälen zu schaffen. Außerdem wurden oben noch kleinere Säle gebaut, die sich mit dem bestehenden Saal zu größeren Einheiten verbinden ließen […] Im Februar des darauffolgenden Jahres konnten bereits die neuen Säle des Erweiterungsbaus in Betrieb genommen werden, kurz darauf die Restaurationsräume im Erdgeschoß und die neuen Zimmer.“

Bei dem Umbau nach Plänen von Emil Fahrenkamp wurde der Haupteingang in das Haus Alleestraße 36 verlegt. Dort wurde auch die Eingangshalle eingerichtet.

### 1911: Geplanter Umbau (William Müller)
Der Speisesaal sollte 1911 von dem Architekten William Müller – Mitherausgeber der Zeitschrift Der Baumeister – umgestaltet werden. Von den Entwürfen, die Müller schuf, blieb nur eine Zeichnung erhalten. Die 1911 vorgelegten Pläne wurden wegen des Ausbruchs des Ersten Weltkriegs nicht mehr realisiert. Müllers Entwurf für den Spiegelsaal zeigt „eine Vorliebe für klassizistische Gestaltungsformen […] Großzügige, klare Raumaufteilung, lichte Spiegelflächen, in den sich das Licht der Kronleuchter vieltausendfach widerspiegeln sollte […] Man kann ungefähr nachvollziehen, was dem Baumeister vorschwebte: Ein Hauch von Versailles sollte Düsseldorf repräsentativstes Hotel durchwehen, wenn auch in seiner Ausgestaltung eher großbürgerlichen als aristrokratischen Zuchnitts“.

### 1928: Umbau (Emil Fahrenkamp)

#### Fassade
Emil Fahrenkamp baute das Hotel im Stil der Neuen Sachlichkeit erneut um: „Als Professor Fahrenkamp in den dreißiger Jahren den Auftrag für die Umgestaltung des Breidenbacher Hofs erhielt, entsprachen gerade Linien und formale Strenge dem Stilempfinden der Zeit“. Die neue Außenarchitektur brach „rigoros“ mit dem früheren äußeren Erscheinungsbild. Die Fassade fiel durch „Befremdliches“ auf, wie „großflächige Gliederungen“, „geometrische Flächenaufteilung“ und „schmale Fenster“ ähnlich einer gotischen Kathedrale. Das untere Drittel des Baus zeigte einen „friesartigen, waagrecht gegliederten Ring“. Der Eingang am Hindenburgwall wurde „gewollt auffällig überdacht“ und zeigte ein „sehr nüchtern wirkendes Lichtband“ mit „ausgesprochen wuchtigen Grotesk-Lettern“.

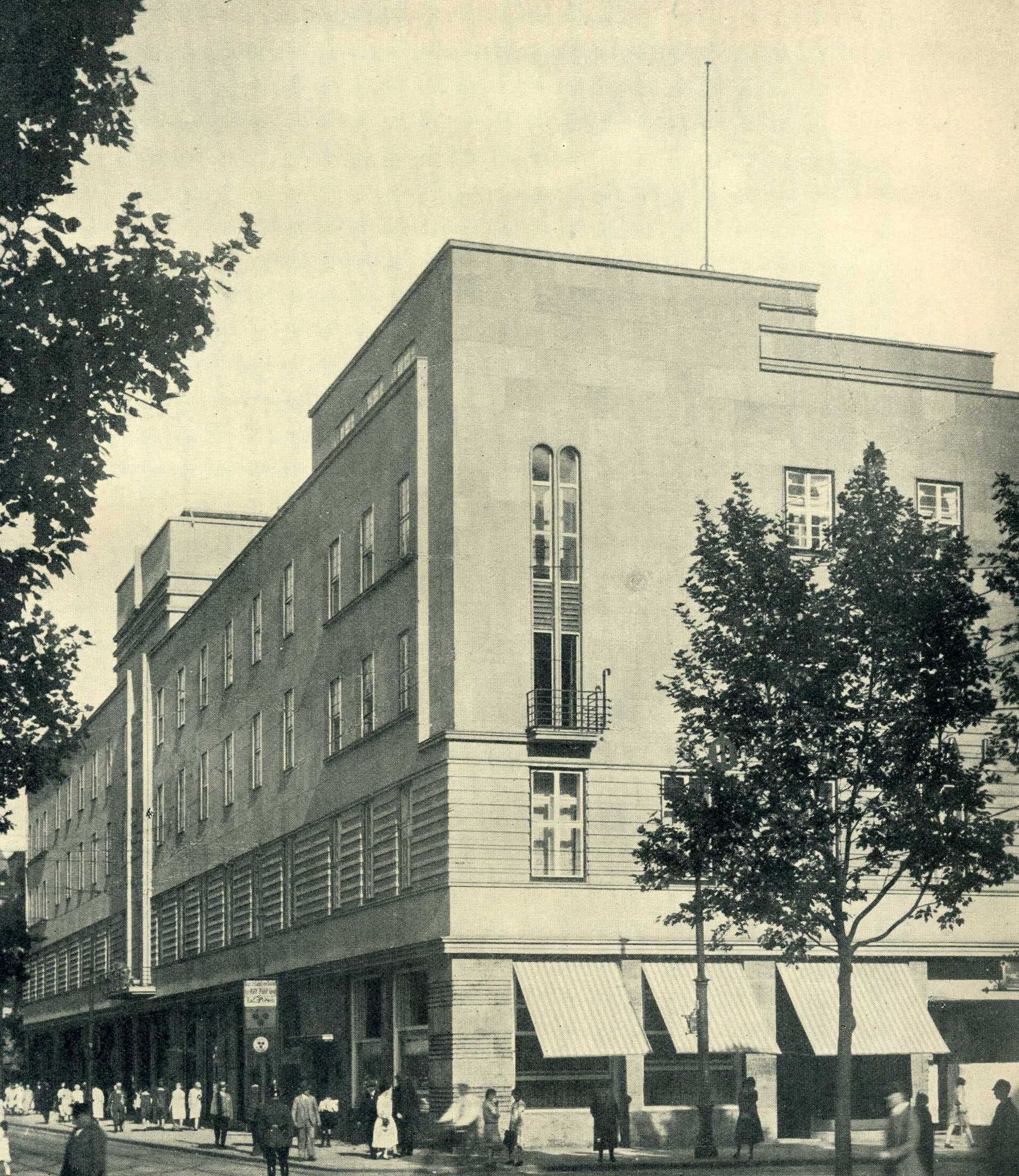
Blick in die Walther-Rathenau-Straße (heute Theodor-Kröner-Straße)
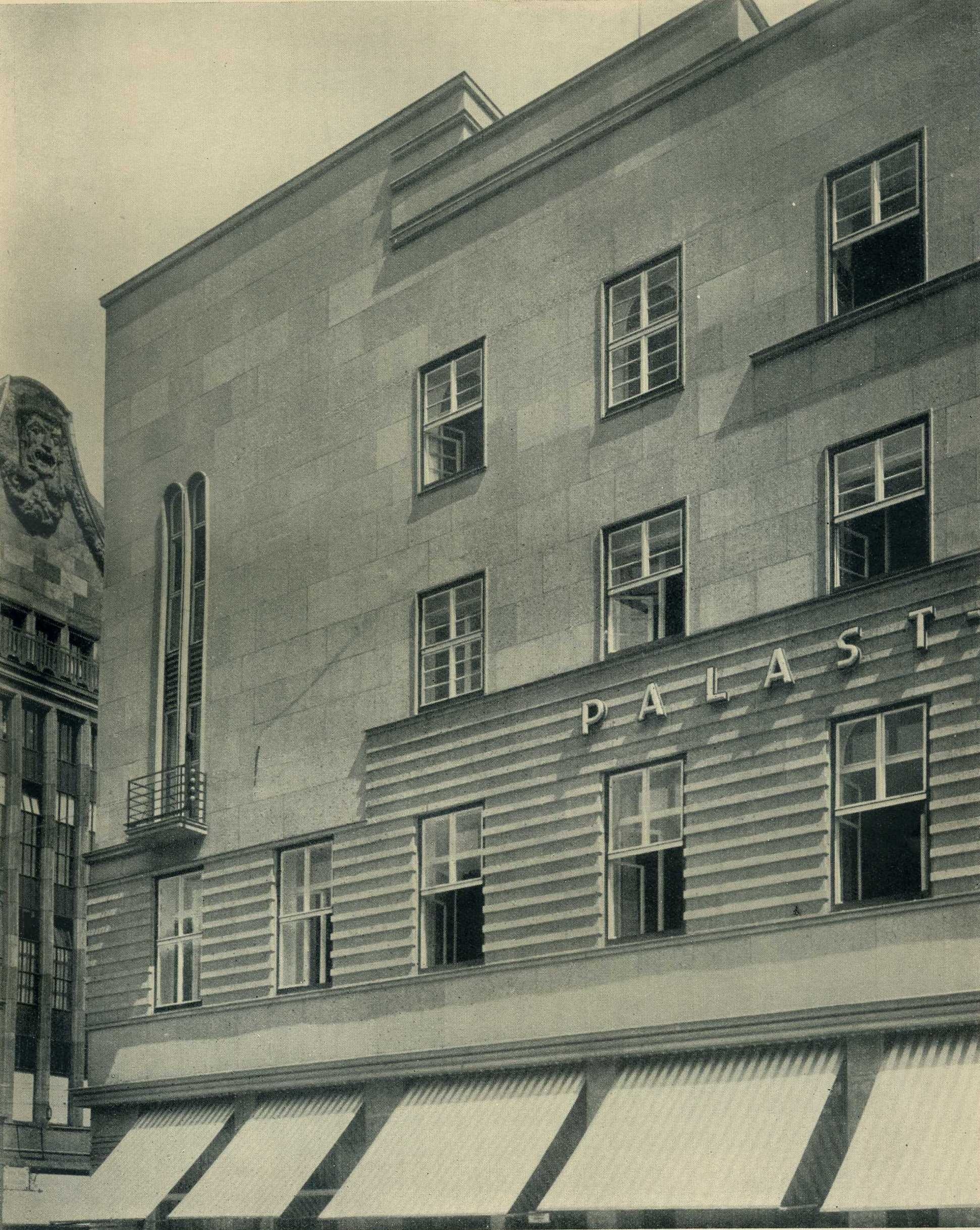
Teilansicht des Gebäudes am Hindenburgwall (heute Heinrich-Heine-Allee)
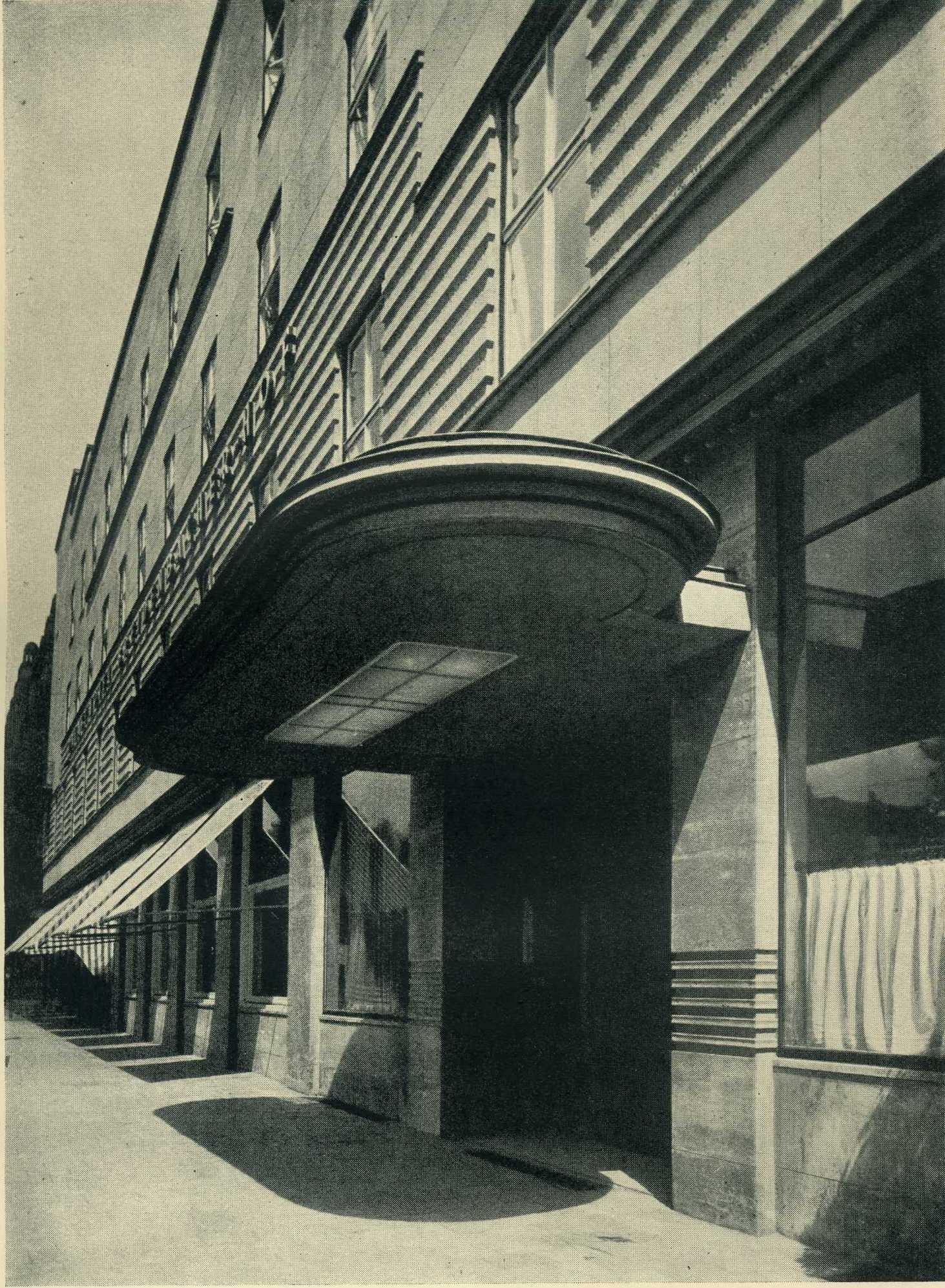
Eingang am Hindenburgwall
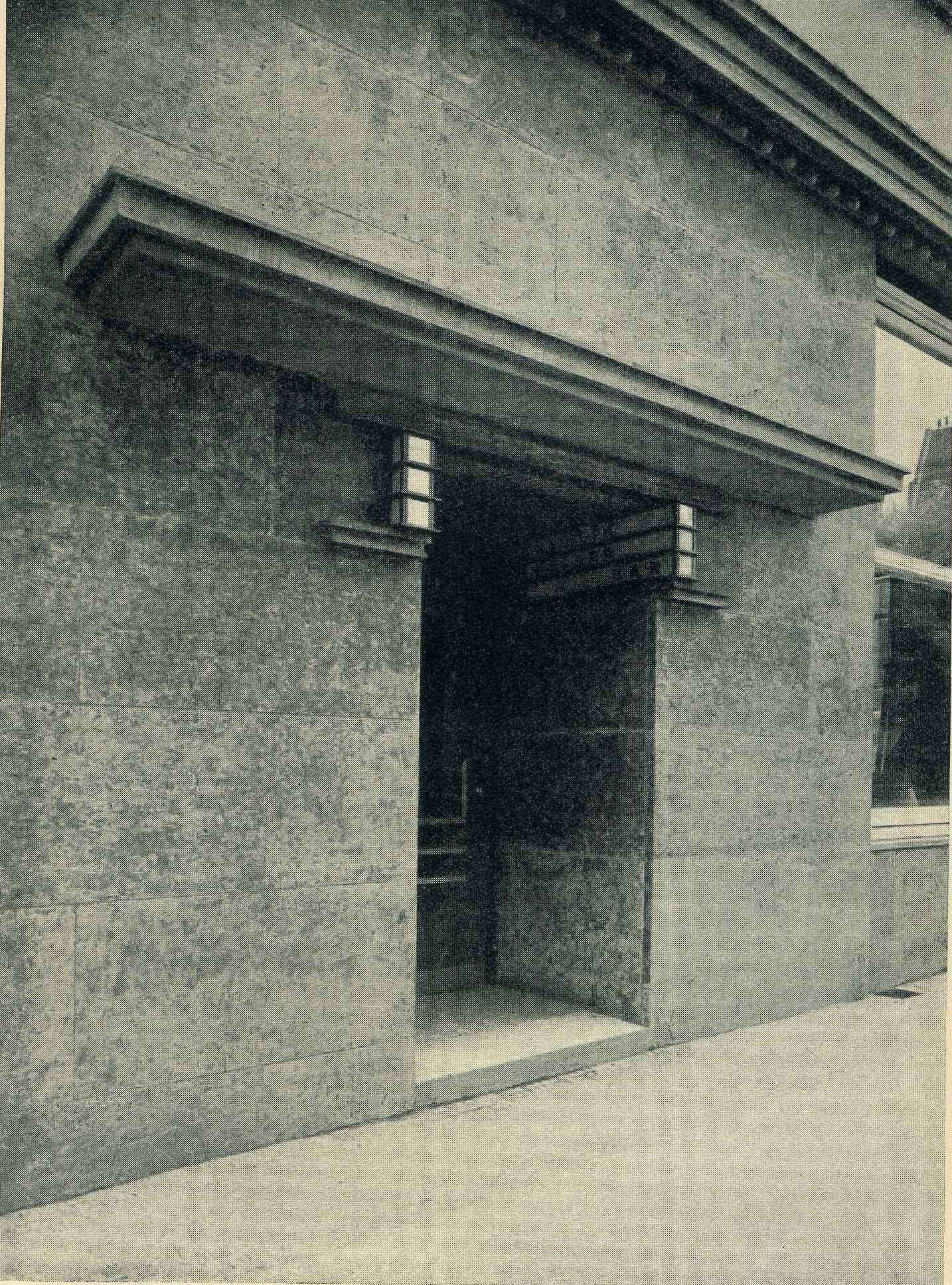
Eingang zur Bar
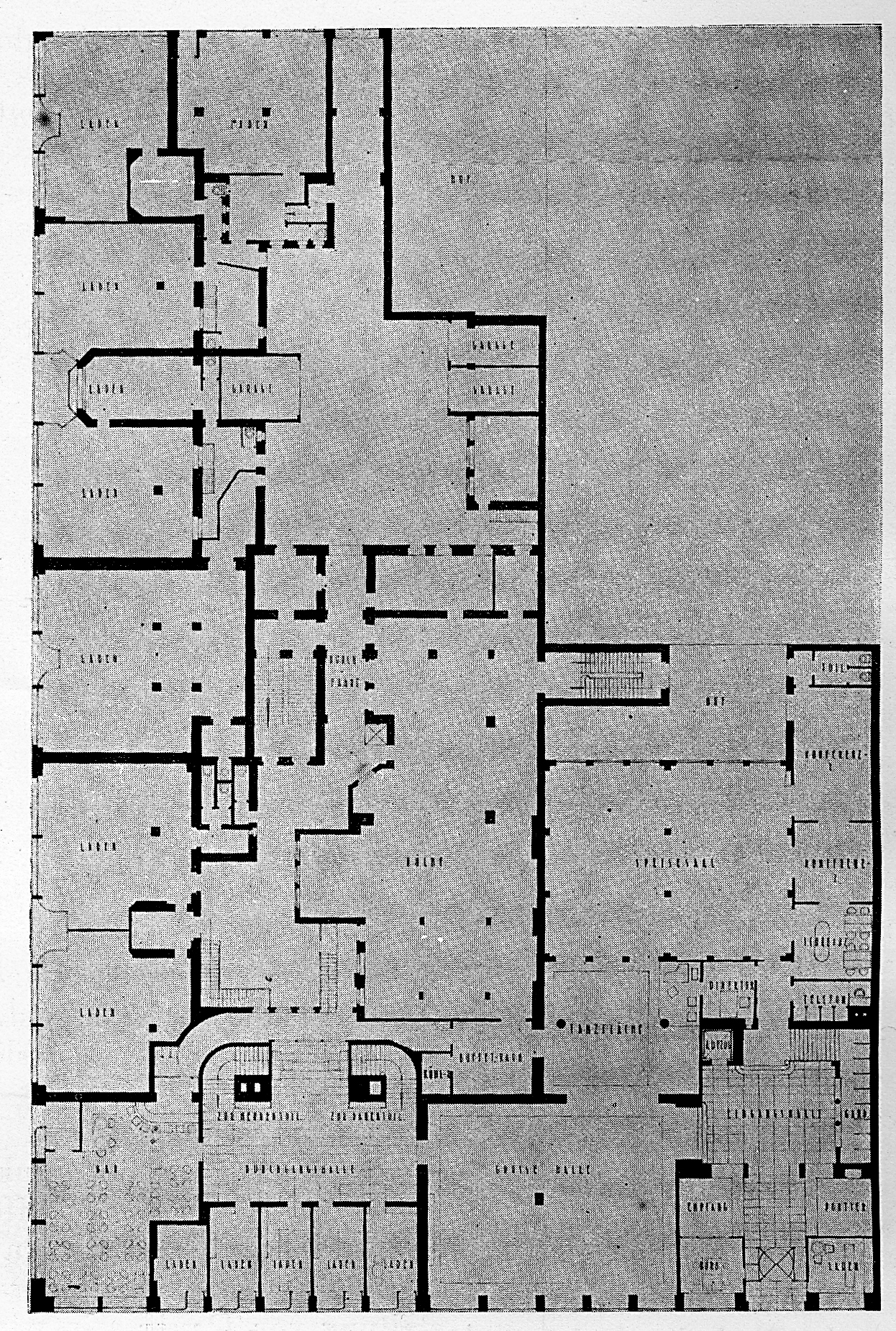
Grundriss

#### Eingangshalle mit Treppenaufgang
Bei der neuen Innenarchitektur wurde „dieser [befremdliche] Eindruck noch verstärkt“. Im Erdgeschoss befand sich die Empfangshalle. Dort befanden sich der Direktionsraum, Garderobe sowie der kleine Treppenaufgang zur großen Wohnhalle und der große Treppenaufgang zu den Obergeschossen. Bemerkenswert war der Treppenaufgang, der in die Obergeschosse führte. Dieser zeigte keinerlei Bilder oder Teppiche und wies mangels „schmückendem Beiwerk“ eine „kühle Distanz“ auf. Die Treppe war mit „auffällig gezeichnete[m] Marmor geschnitten“ und kontrastierte dadurch „ganz bewußt“ mit dem „eintönigen“ Treppenhaus. Das Erscheinungsbild glich einer „antiken Tempelanlage“. Eine schlanke Säule, dessen Kapitell einer Papyrusstaude glich und sich neben dem Treppenaufgang befand, unterstrich den Eindruck eines Tempels aus der Antike noch.

Erdgeschoss mit Treppenaufgang zum Obergeschoss
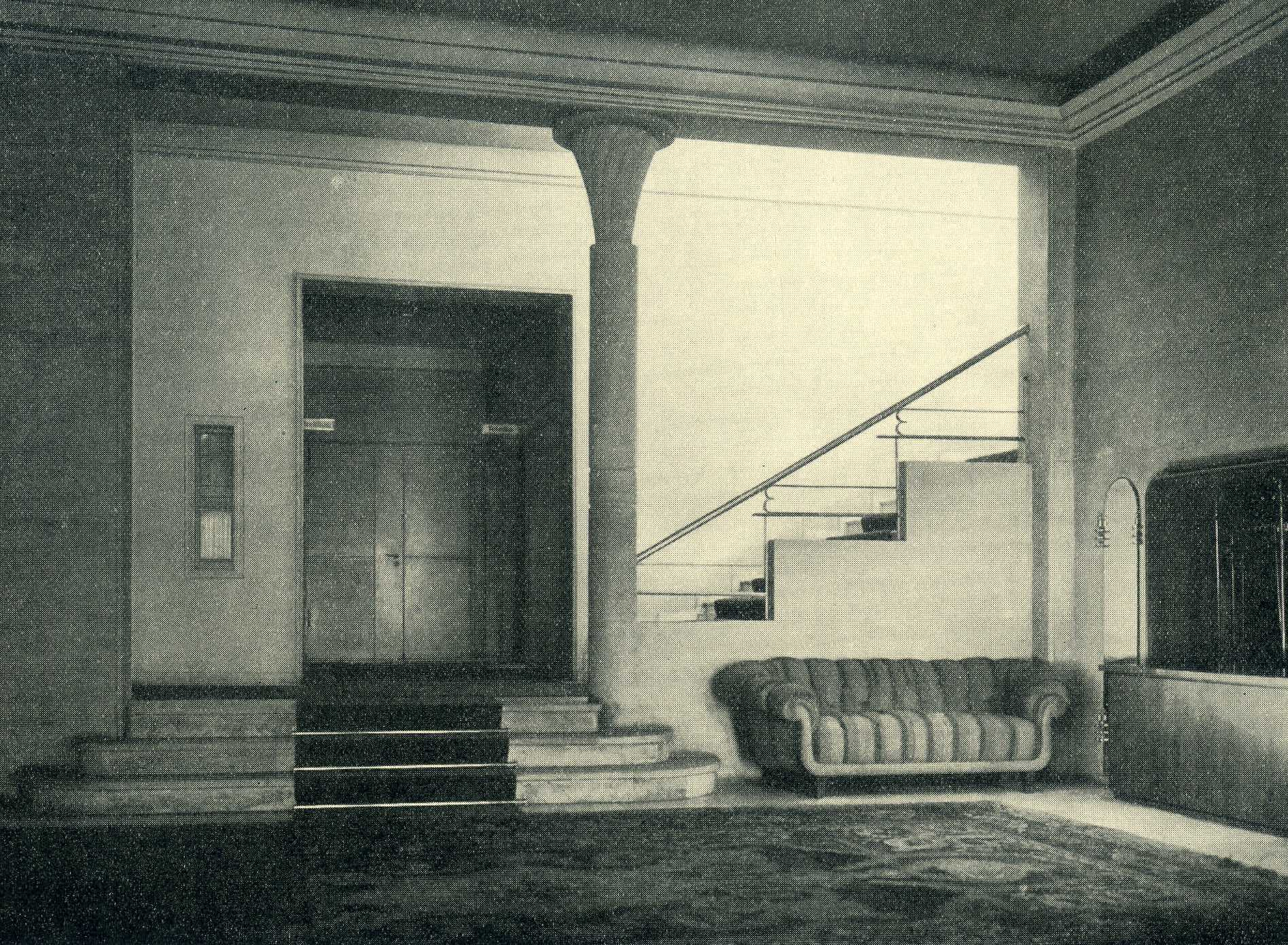
Treppenaufgang zu den Obergeschossen mit Direktionsraum und Telephonanlage (Mitte) und Garderobe (rechts).
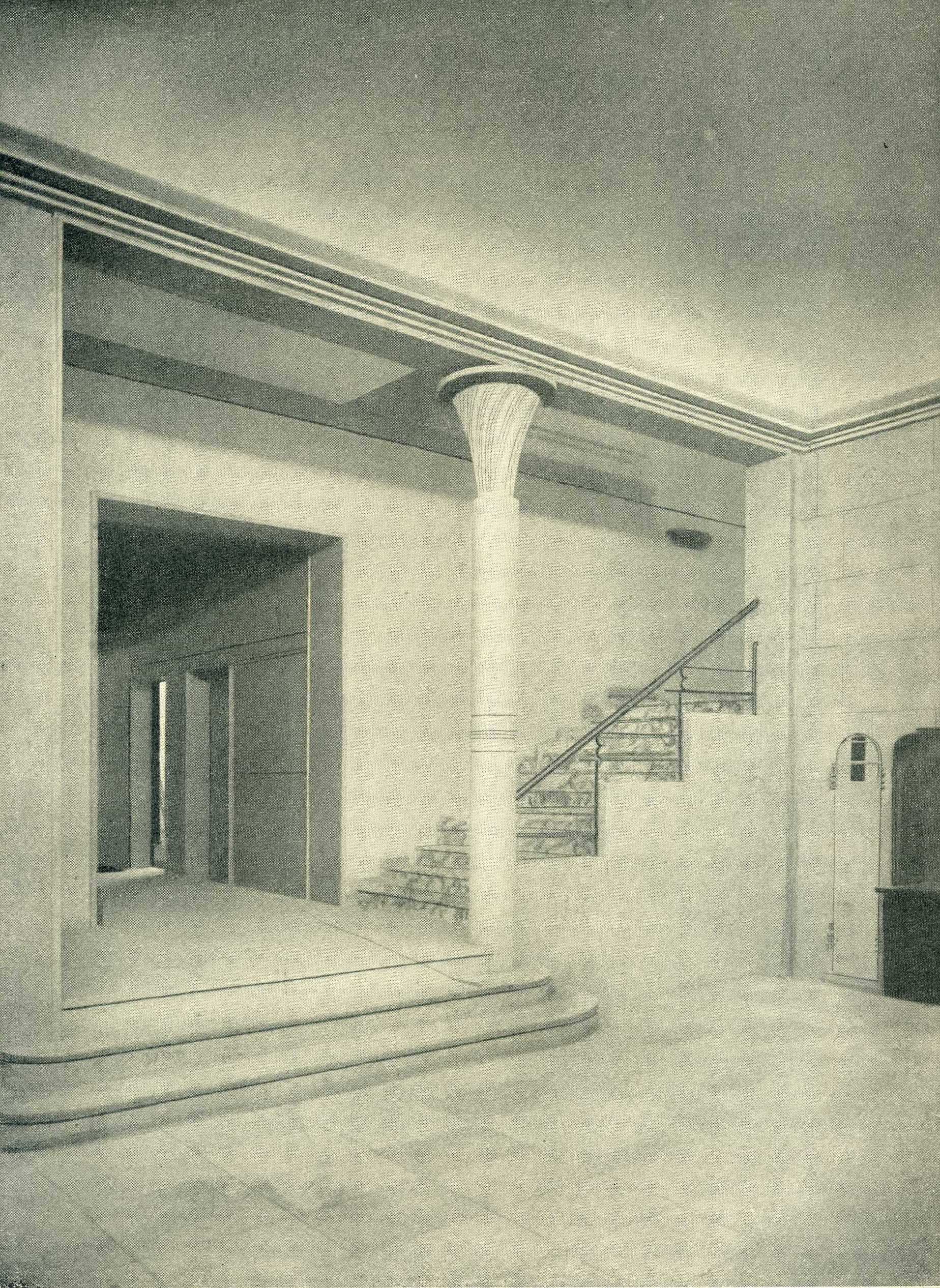
Treppenaufgang zu den Obergeschossen.
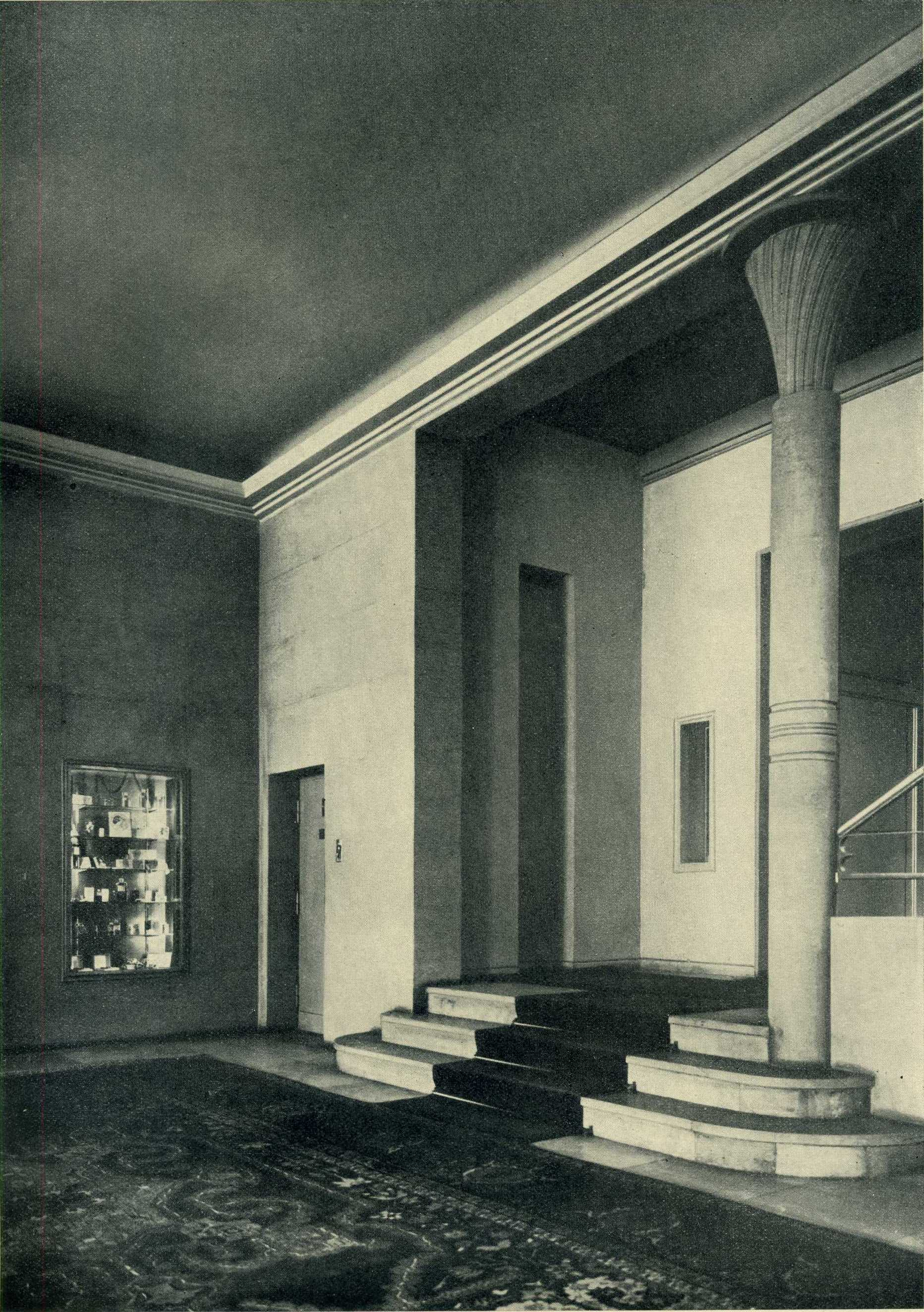
Treppenaufgang zu dem Obergeschoss mit Aufzug (links).

Erdgeschoss mit Eingangshalle
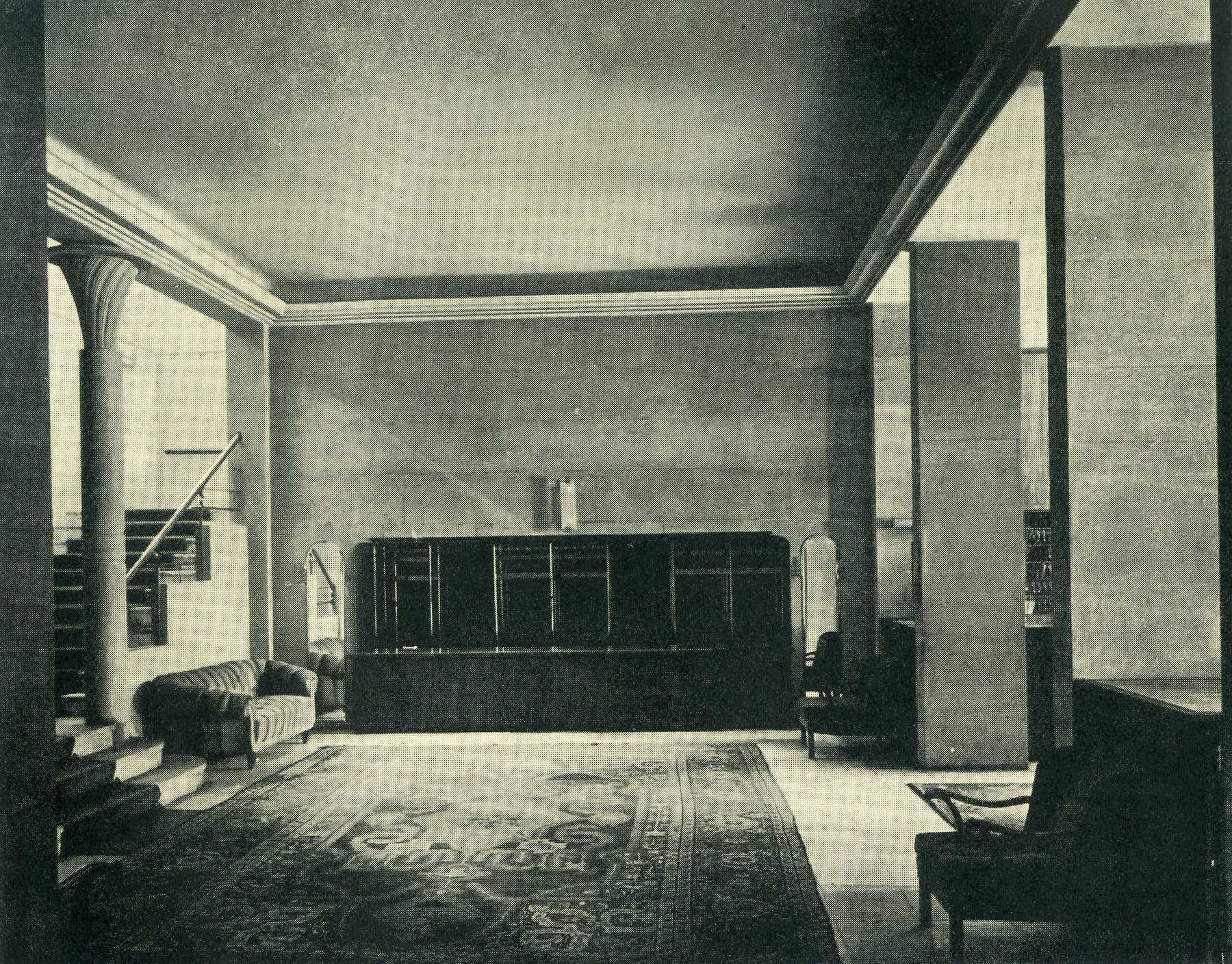
Empfangshalle mit Treppenaufgang zu Obergeschossen (links) und Garderobe (Mitte)
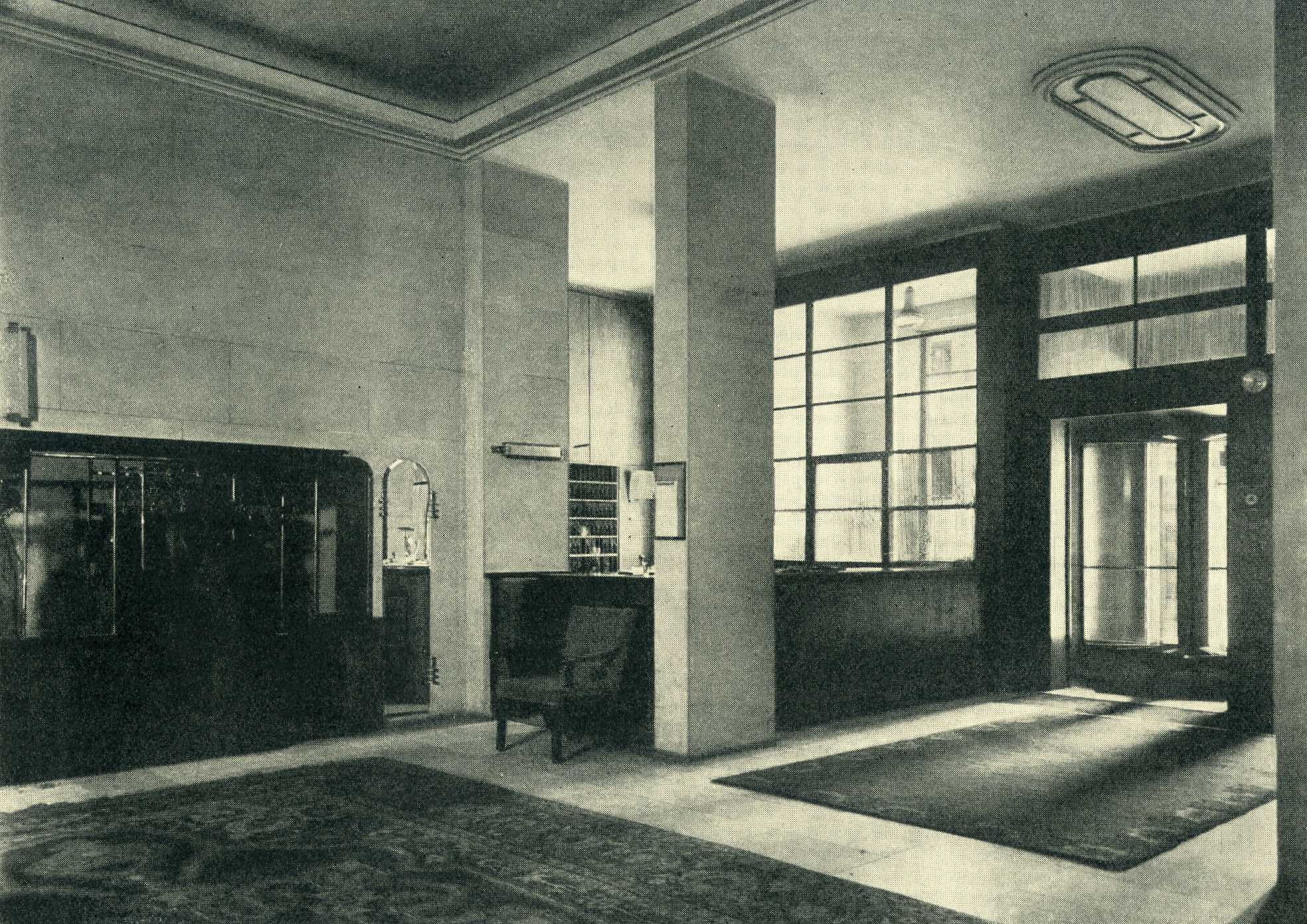
Eingangshalle mit Garderobe (links) und Raum des Portiers (rechts).
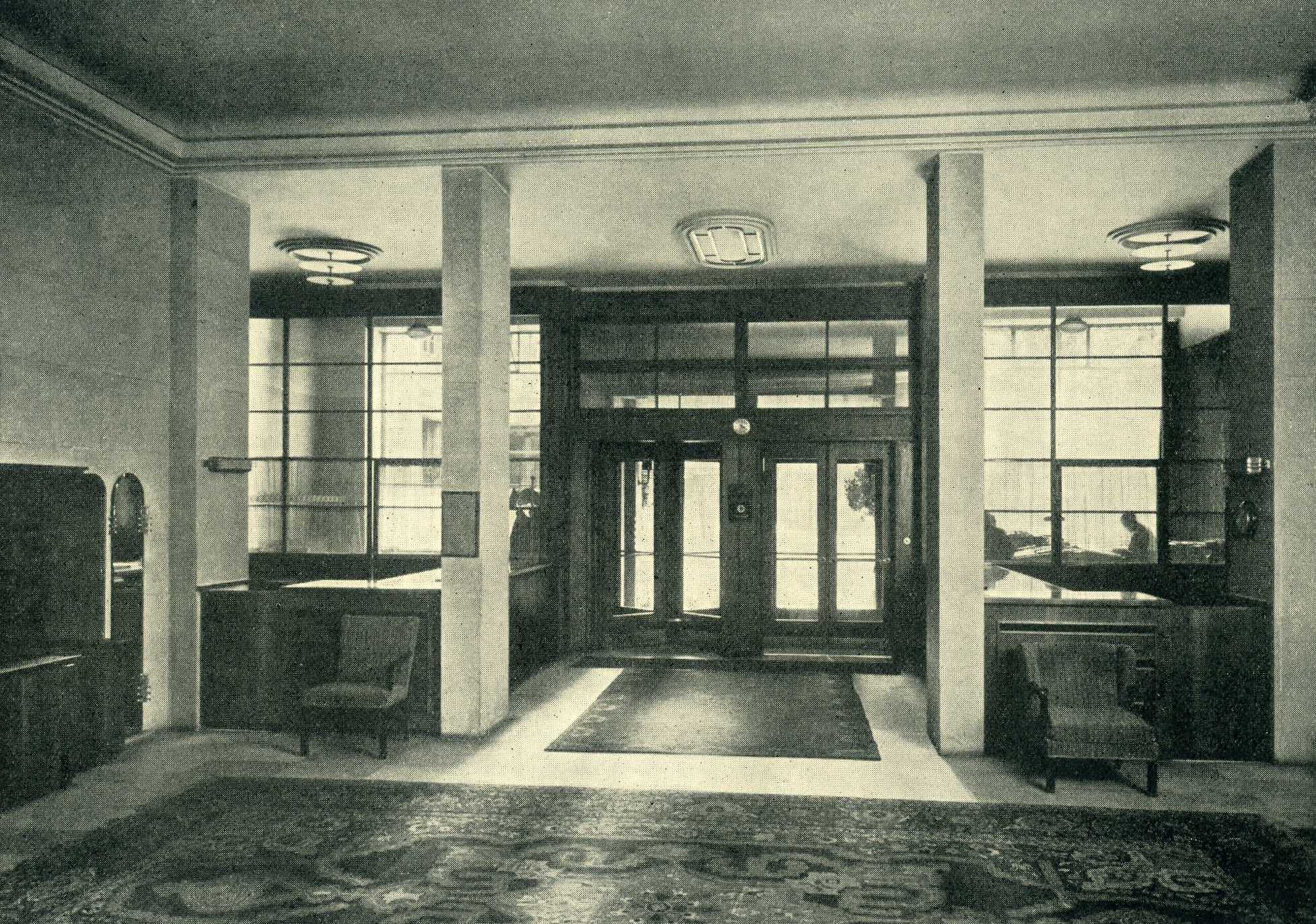
Eingangshalle mit Raum des Portiers (rechts u. links) und Eingang (Mitte).
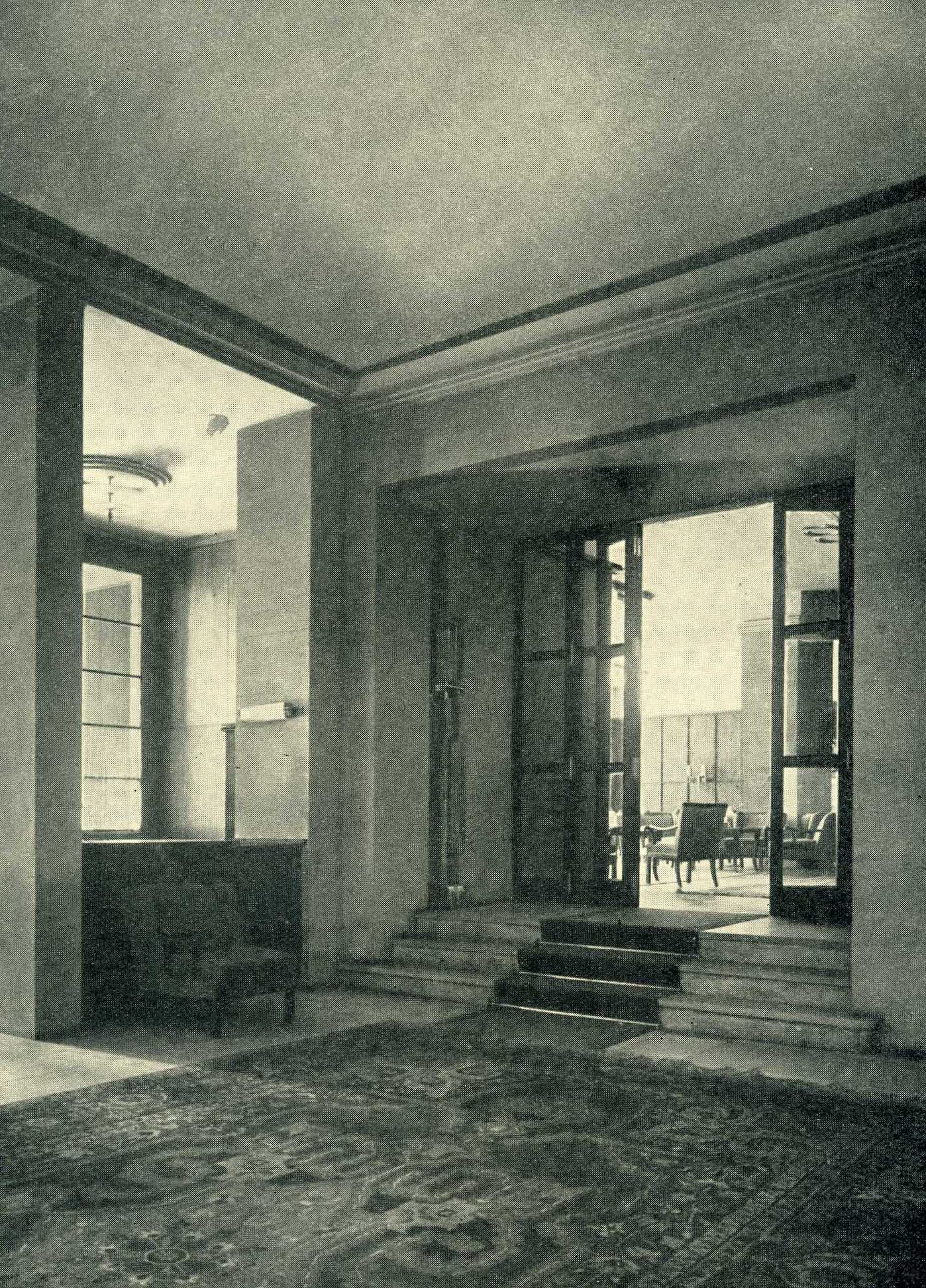
Eingangshalle mit kleinem Treppenaufgang zur großen Wohnhalle.
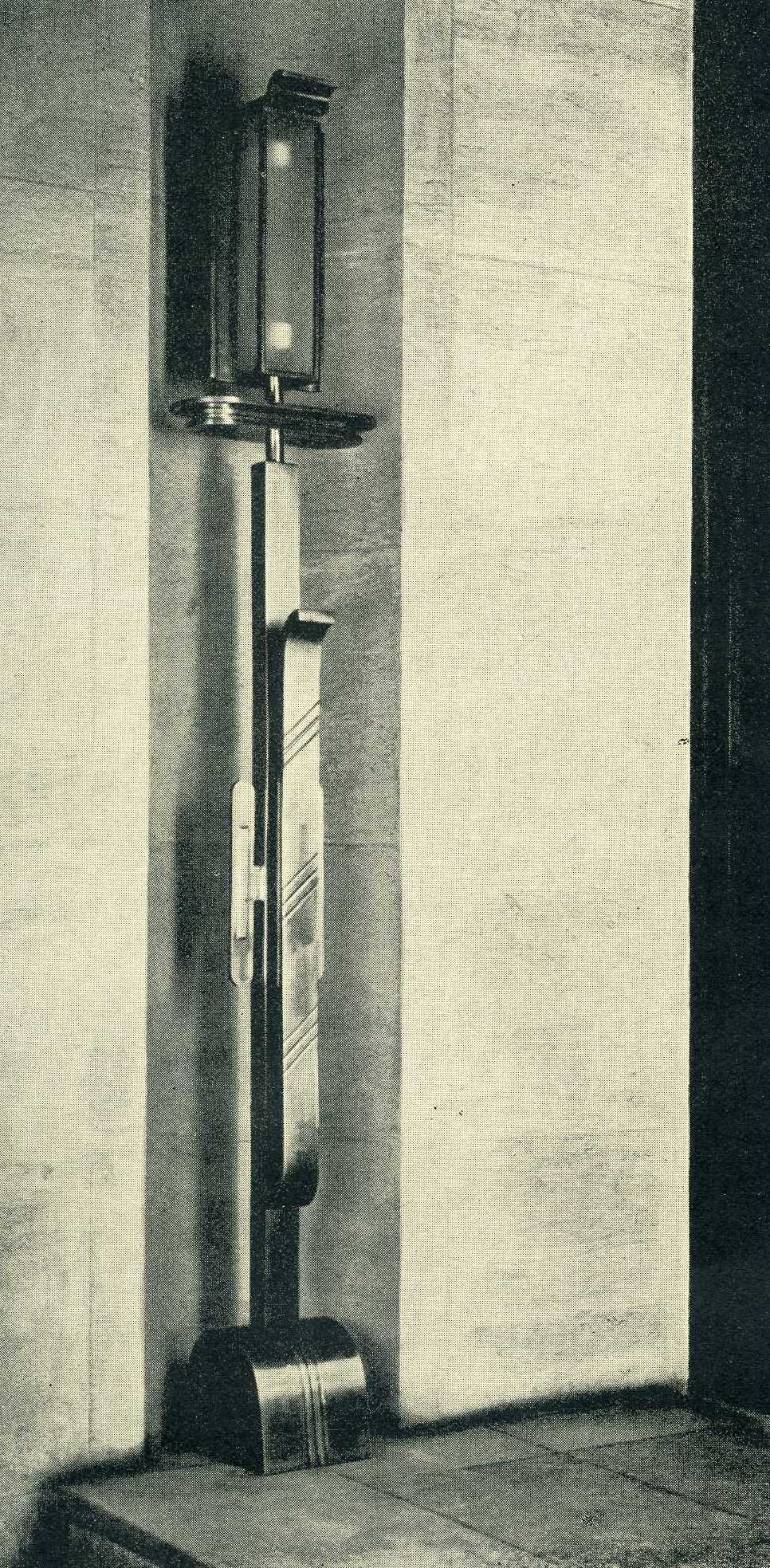
Eingangshalle mit Beleuchtungskörper am kleinen Treppenaufgang zur großen Wohnhalle.

#### Große Wohnhalle
Die Wohnhalle mit großem Kamin befand sich leicht erhöht im Erdgeschoss und war von der Empfangshalle aus über einen kleinen Treppenaufgang zu erreichen. Die Halle zeigte große, holzvertäfelte Wandflächen – „charaktervoll gemustertes dunkles Material“ – und durch beleuchtete Schauvitrinen aufgelockert. So wurde bei dem Raum jede Verzierung beseitigt – das „Konzept radikaler Beseitigung des ‚Wusts früherer Verzierungen‘ (Huneke) war konsequent durchgehalten“. Um einen wohnlichen Charakter der Wohnhalle zu erreichen, wurden Farbkontraste eingesetzt: „Hier hatte man sich jedoch bemüht, die formale Strenge der Gliederung durch Farbkontraste […] zu unterbrechen. Auf diese Weise bekam die Wohnhalle wenigstens teilweise einen ‚wohnlichen‘ Charakter“.

Wohnhalle
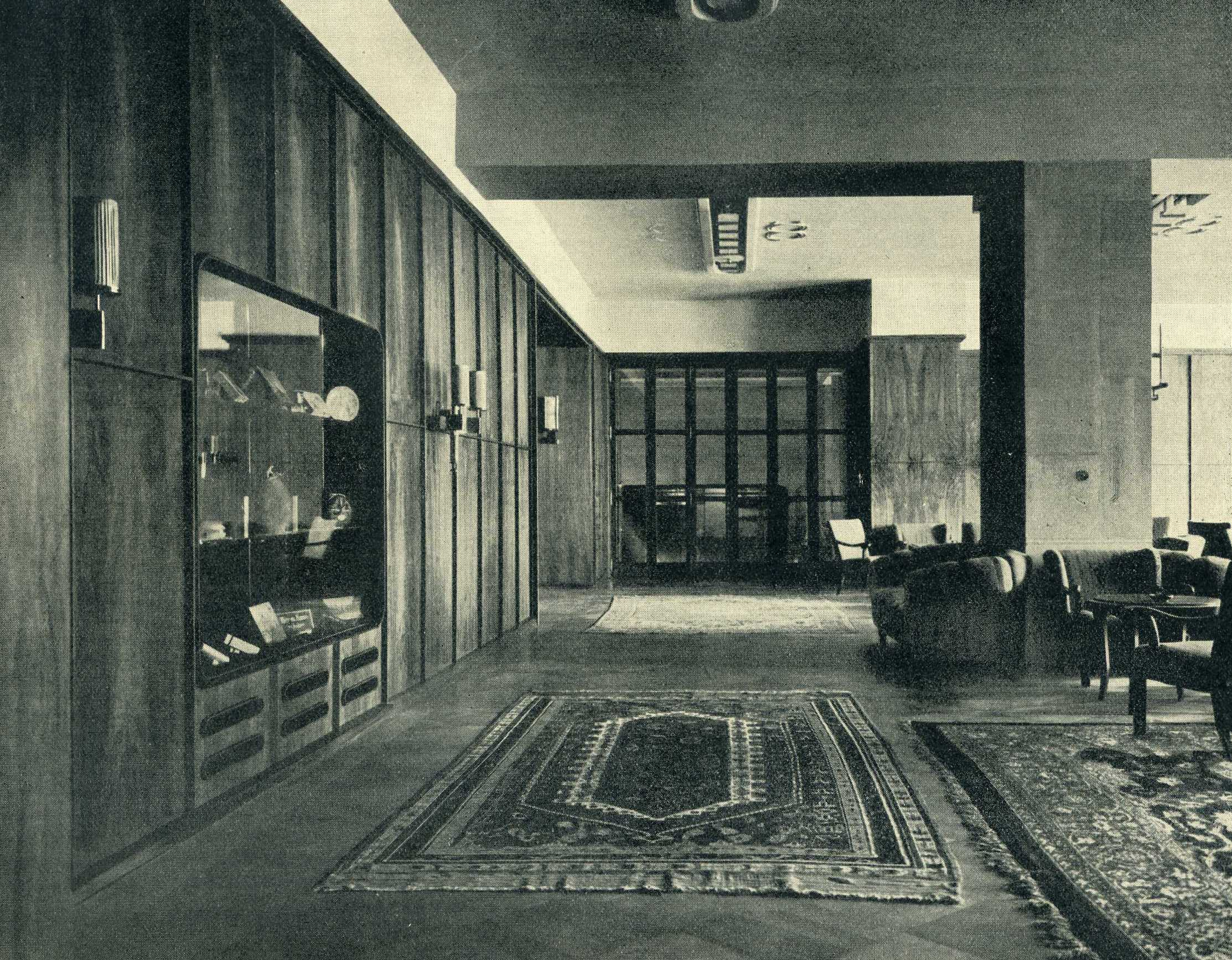
Große Halle mit Blick zur Eingangshalle
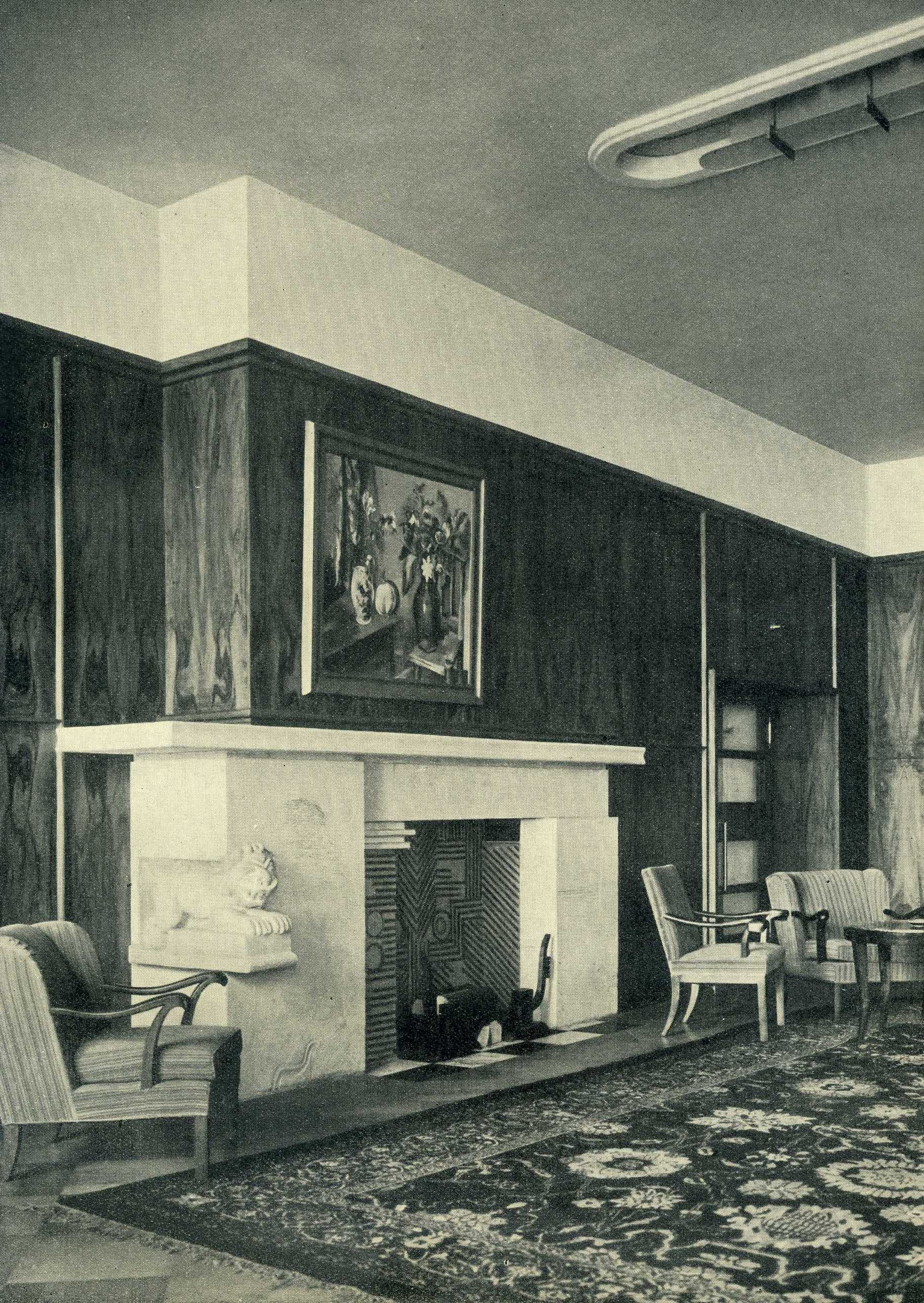
Große Halle mit Kamin
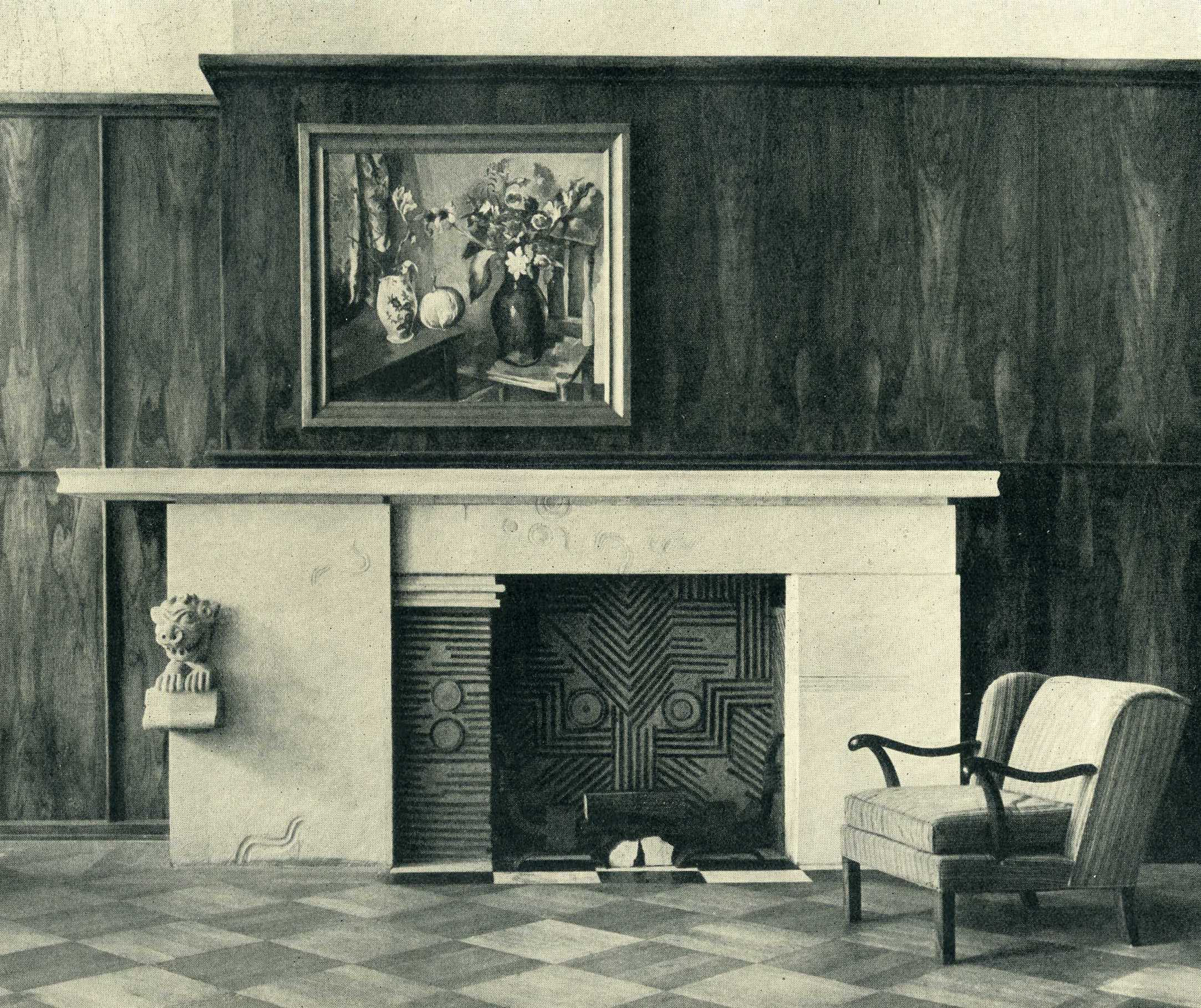
Große Halle mit Kamin
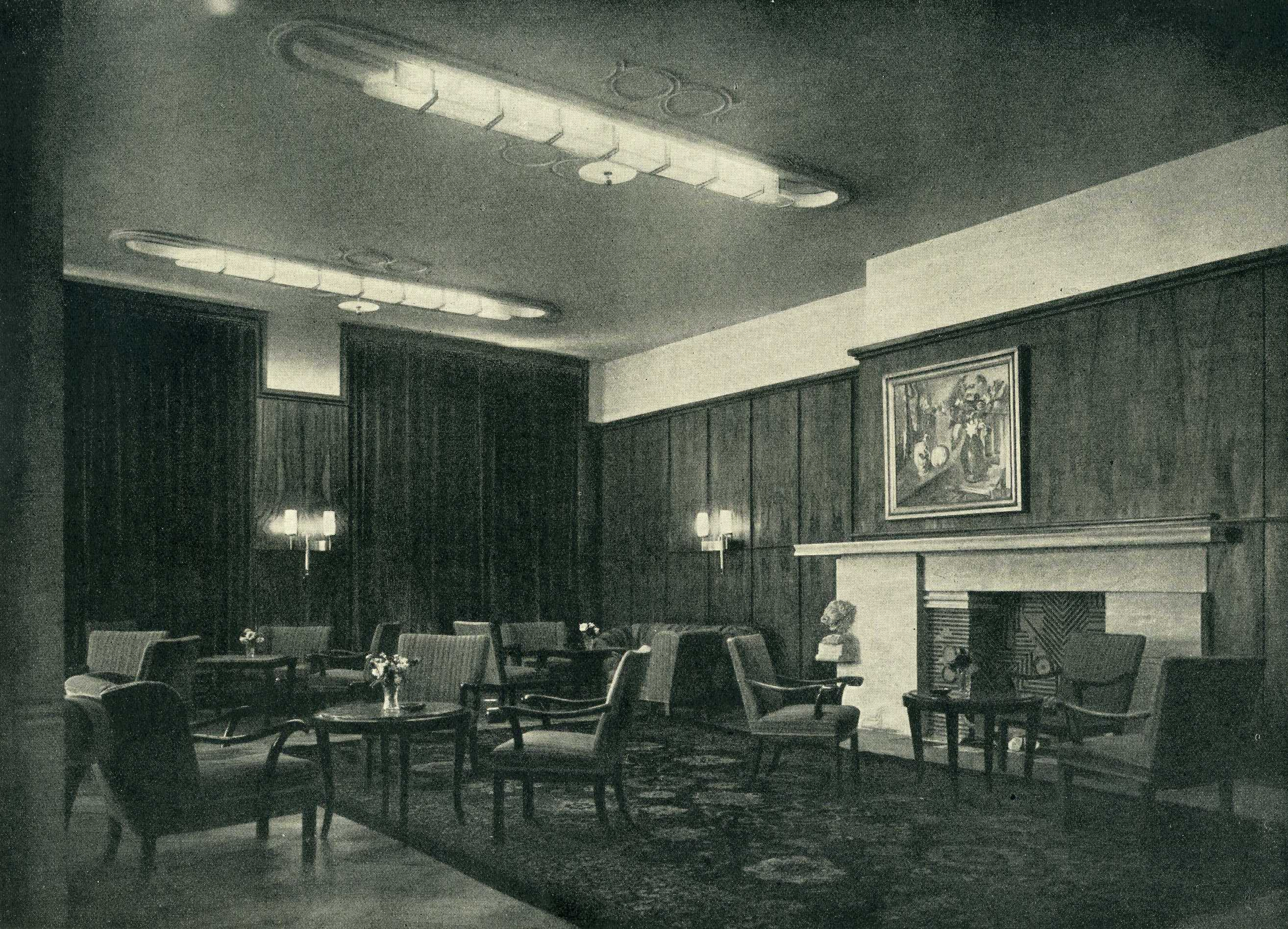
Große Halle bei künstlichem Licht
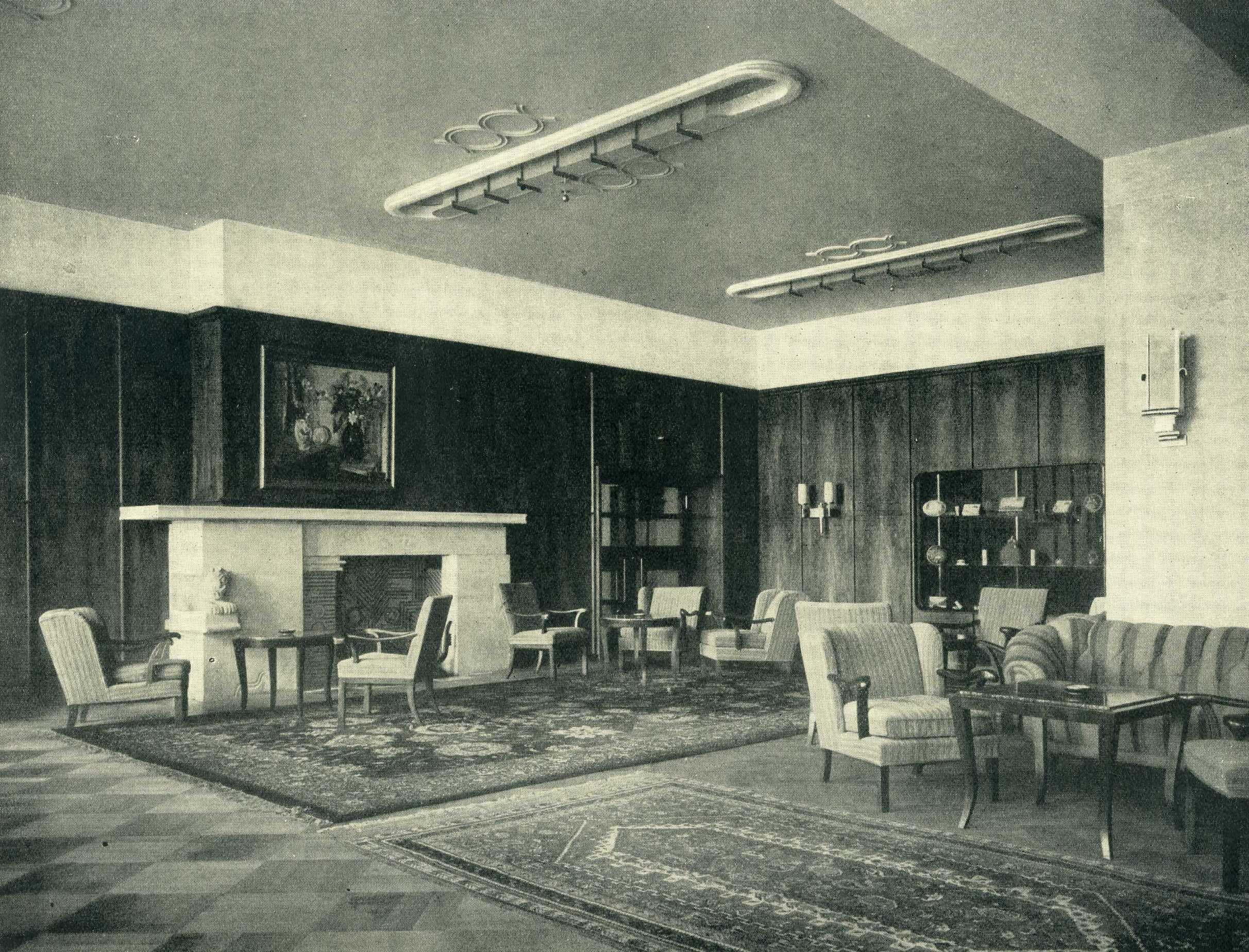
Große Halle bei Tageslicht

#### Tanz-, Speise- und Festsaal
Der Tanzsaal zeigte große, holzvertäfelte Wandflächen – „charaktervoll gemustertes dunkles Material“ – und wurde indirekt durch beleuchtete Schauvitrinen erhellt. Der indirekt beleuchtete Tanzsaal hatte keine Fenster und verbreitete dadurch „einen Hauch von intimer Atmosphäre“. Die geradlinigen an der Wand befindlichen Beleuchtungskörper waren nur dekoratives Beiwerk. Die Decke des Tanzsaales wurde von rechteckigen Säulen getragen, die als „dominierende Gestaltungselemente“ in den Raum hineingestellt wurden. Sie verbreiteten das Erscheinungsbild einer „gewissen Geschlossenheit“. Der Tanzsaal war mit dem Speisesaal verbunden. Mittels eines Vorhangs konnten die beiden Räume voneinander getrennt werden. Der Festsaal war besonders sorgfältig gestaltet worden.

Tanz-, Speise- und Festsaal
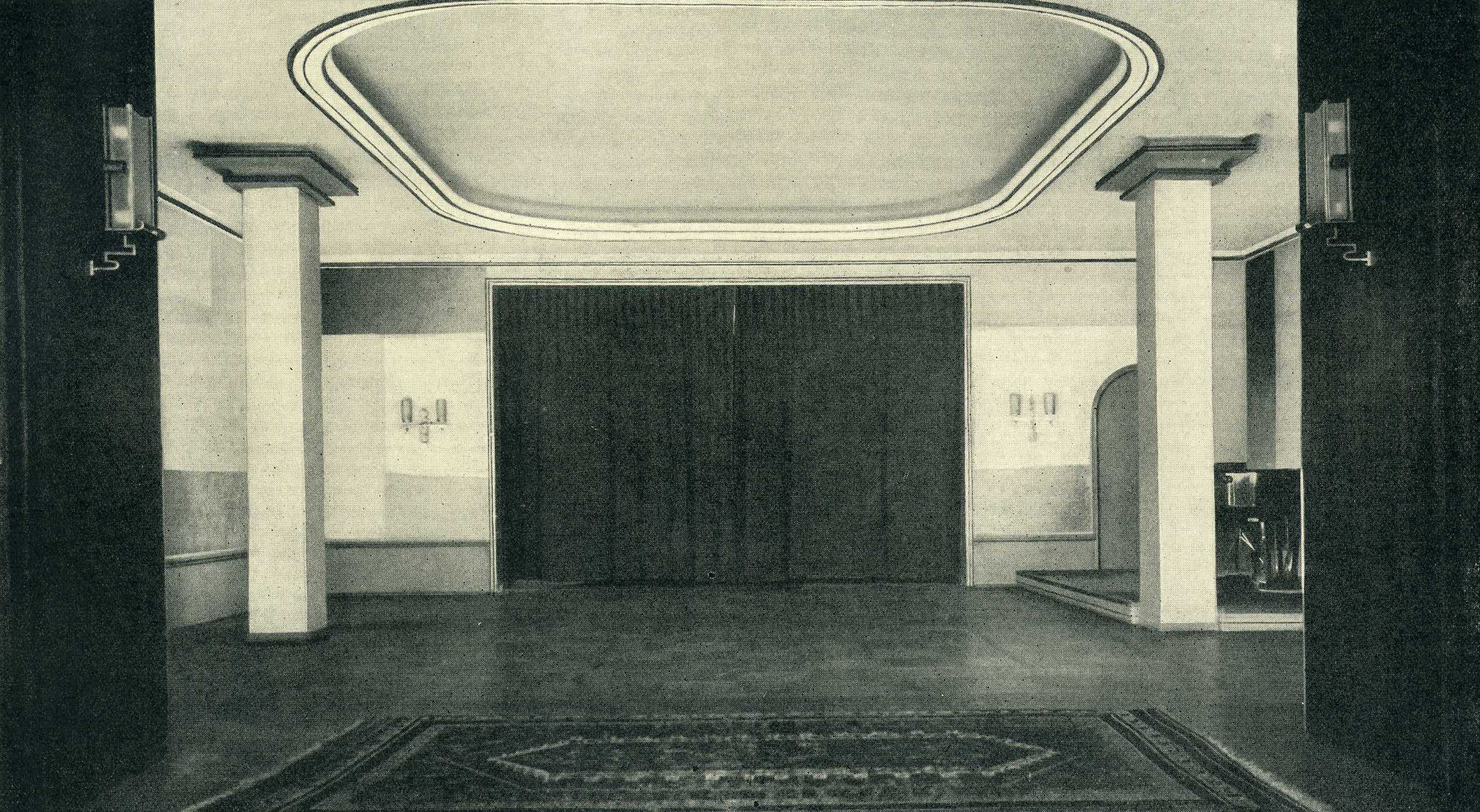
Tanzraum mit vorgezogenem Vorhang.
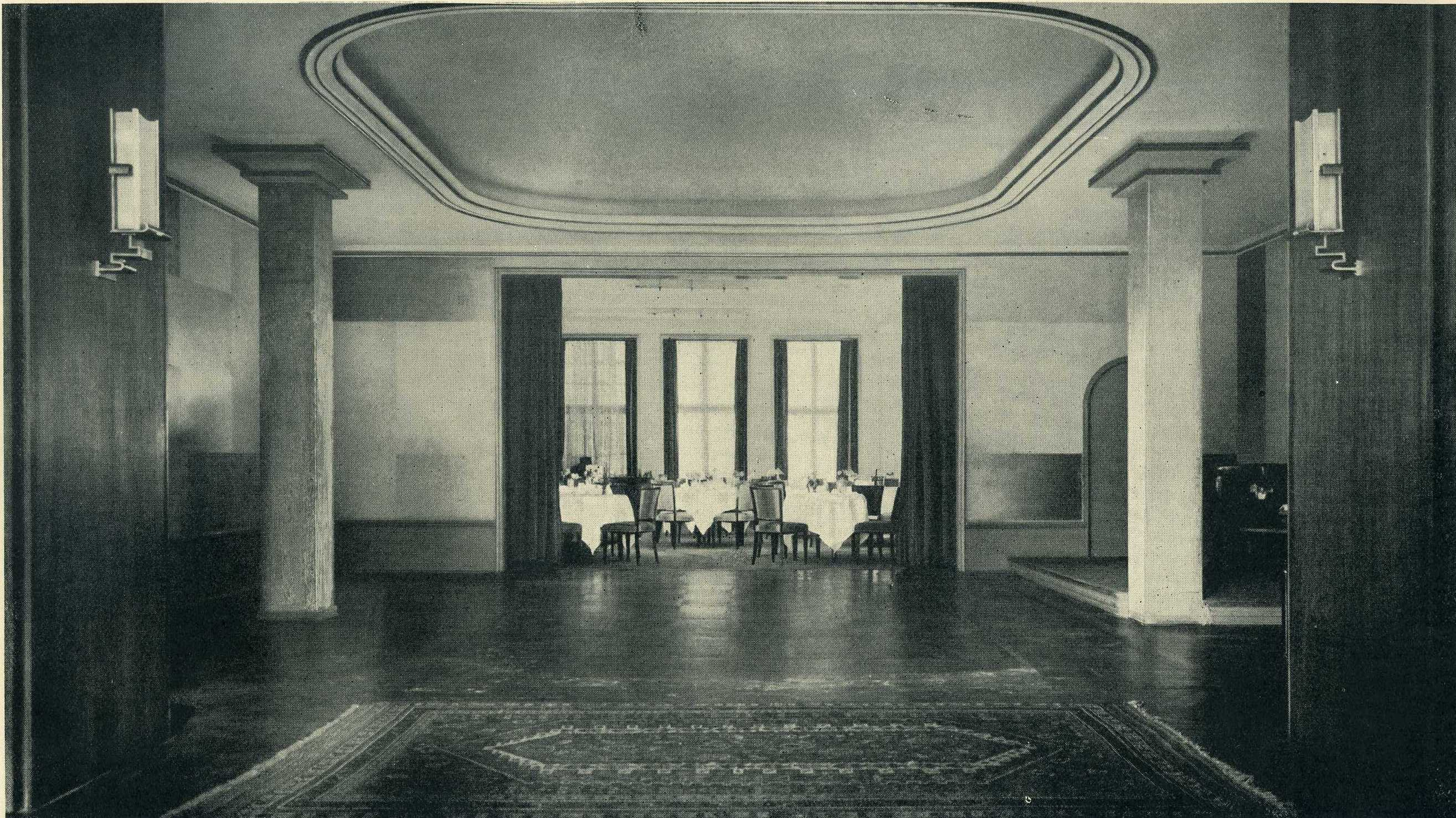
Tanzraum mit zurückgezogenem Vorhang und Blick zum Speisesaal.
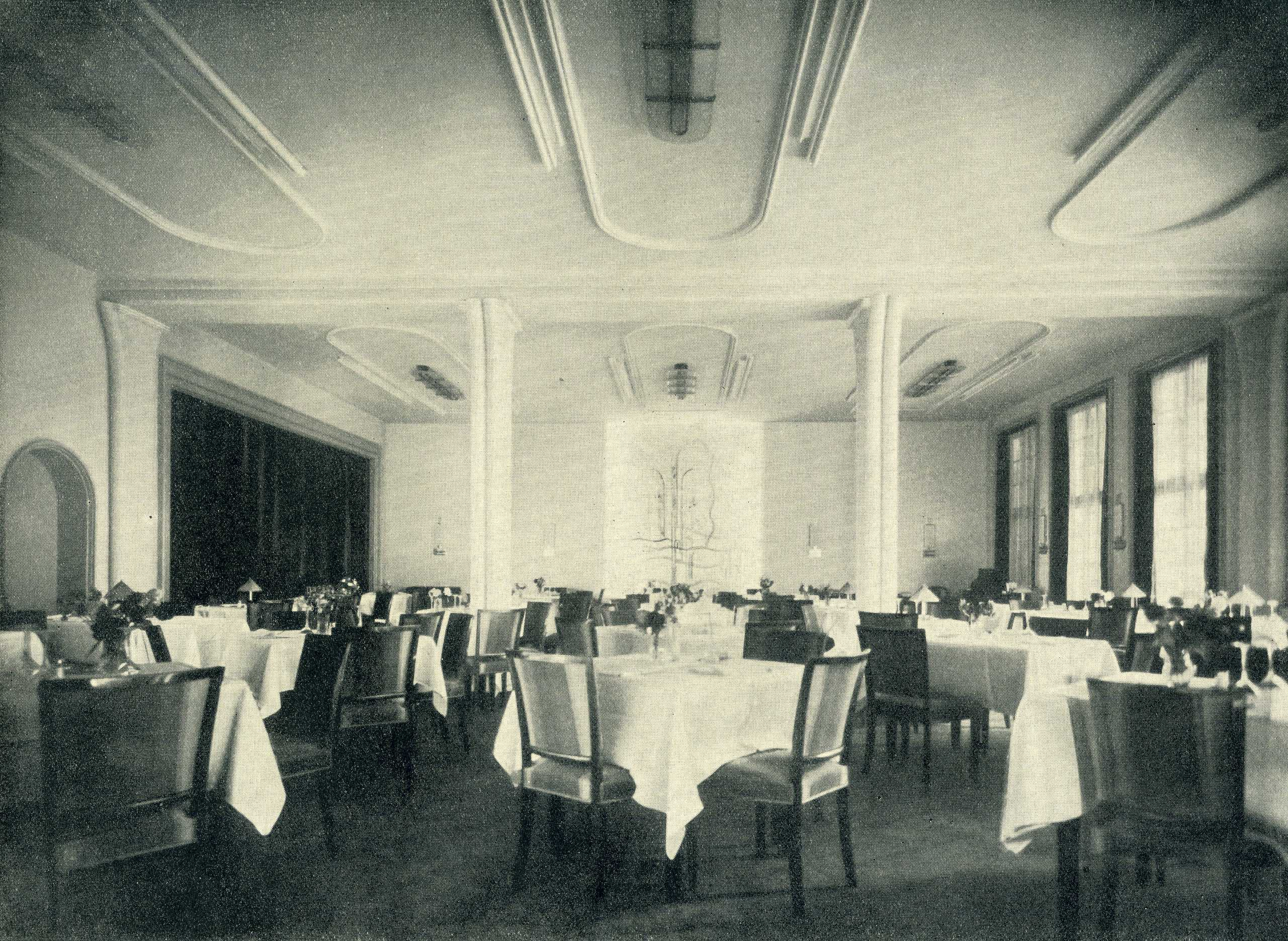
Speisesaal. Links der Durchgang zum Tanzsaal, verborgen durch den vorgezogenen Vorhang.
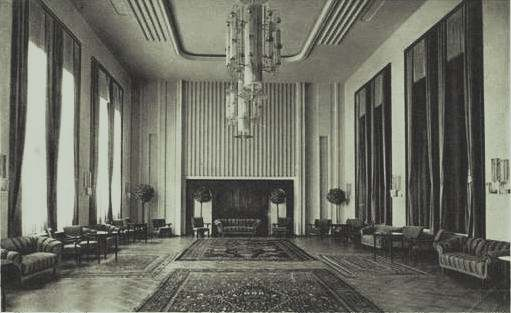
Festsaal
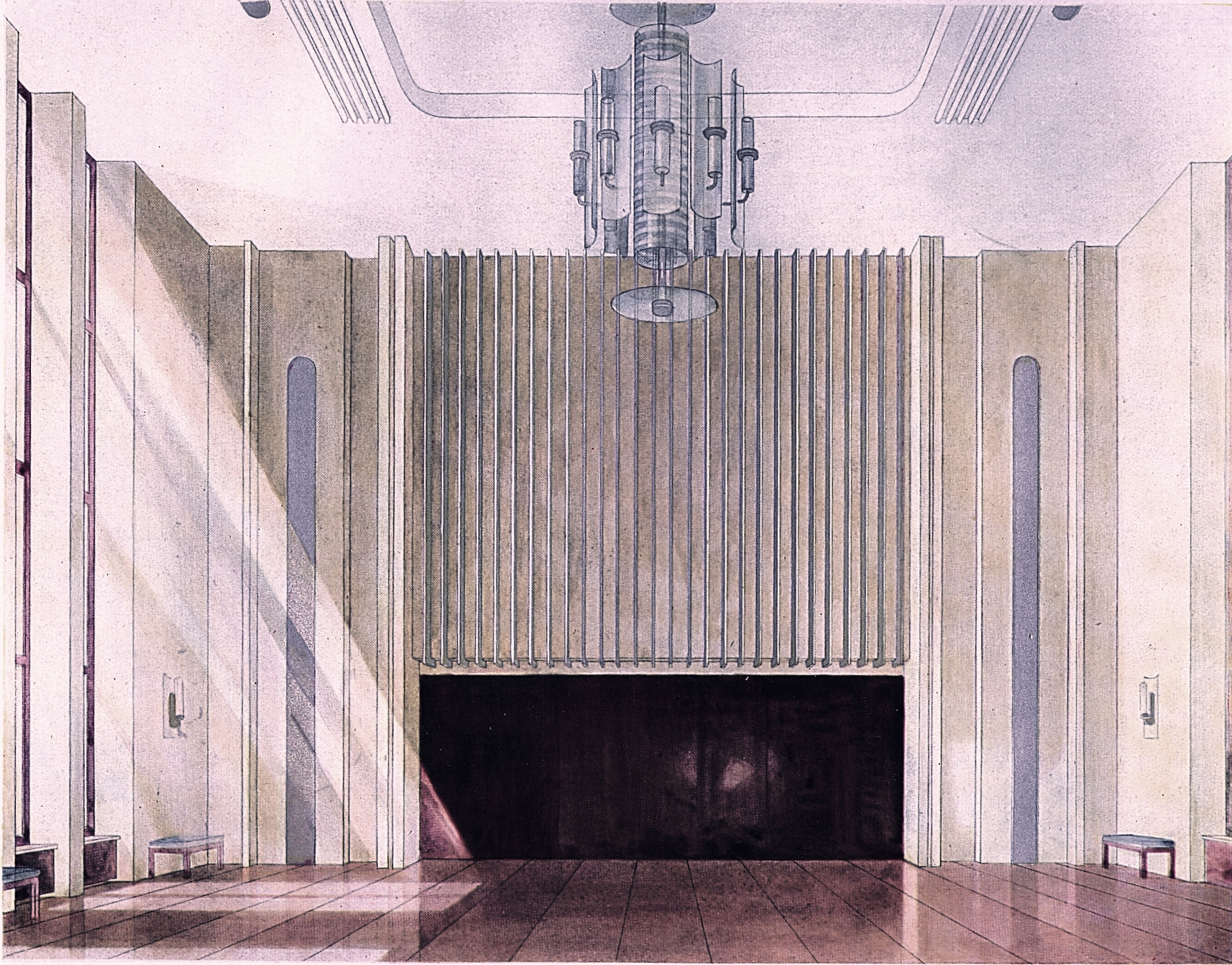
Festsaal (coloriert)

#### Hotelbar
Eine „formale Strenge“ zeigte auch die Bar, als „ein Ausdruck des Stilempfindens, wie es die dreißiger Jahre für kurze Zeit entwickelt hatten“. Die Gestaltung des Mobiliars, des Bodens und die Art der Beleuchtung entsprachen diesem Geschmack: „einfaches, in seiner Schlichtheit fast ausdruckloses Mobiliar stand auf großformatig gefliestem Boden in Schwarz-Weiß-Kontrasten. Das Licht kam von einem wiederum indirekt beleuchteten Fries“. Geradlinigkeit und Formalismus prägten die Hotelbar: „Als Professor Fahrenkamp […] den Auftrag für die Umgestaltung des Breidenbacher Hofs erhielt, entsprachen gerade Linien und formale Strenge dem Stilempfinden der Zeit. Die Hotelbar machte keine Ausnahme.“ Zu der Hotelbar gelangte man durch eine rundbogige Tür in der Durchgangshalle.

Hotelbar und Durchgangshalle
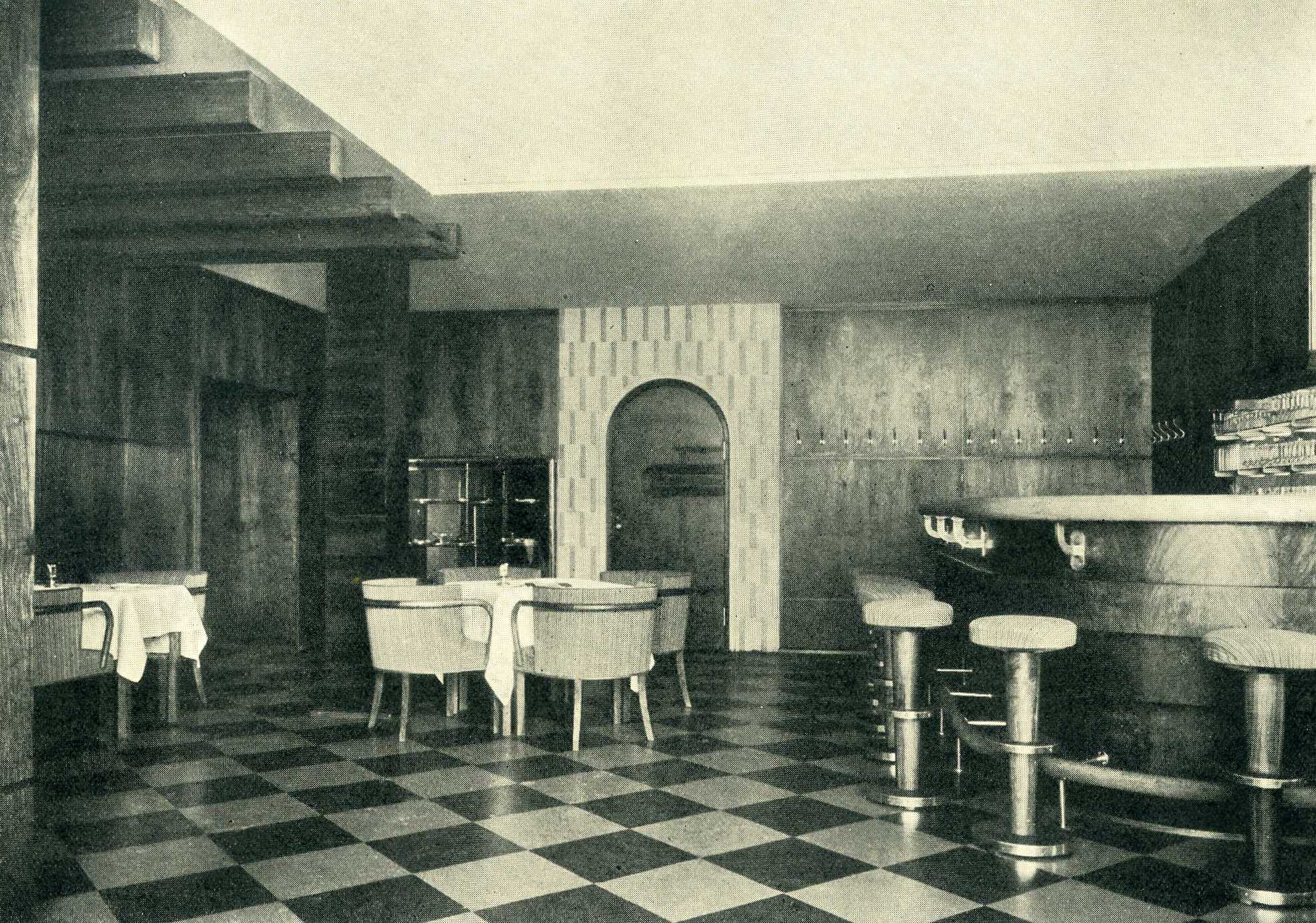
Hotelbar mit Blick auf die rundbogige Eingangstür (Mitte) und Theke (rechts).
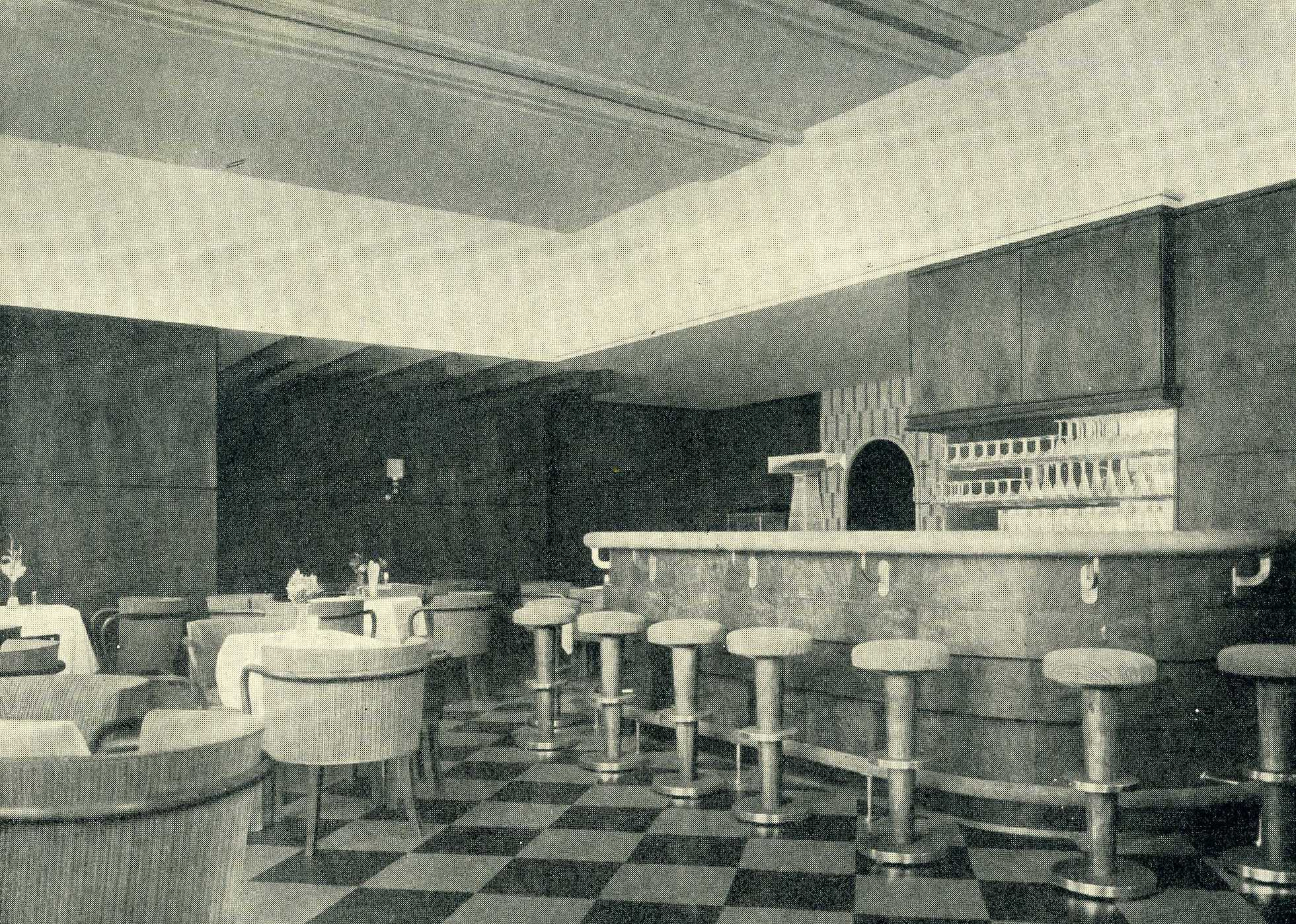
Hotelbar mit Theke.
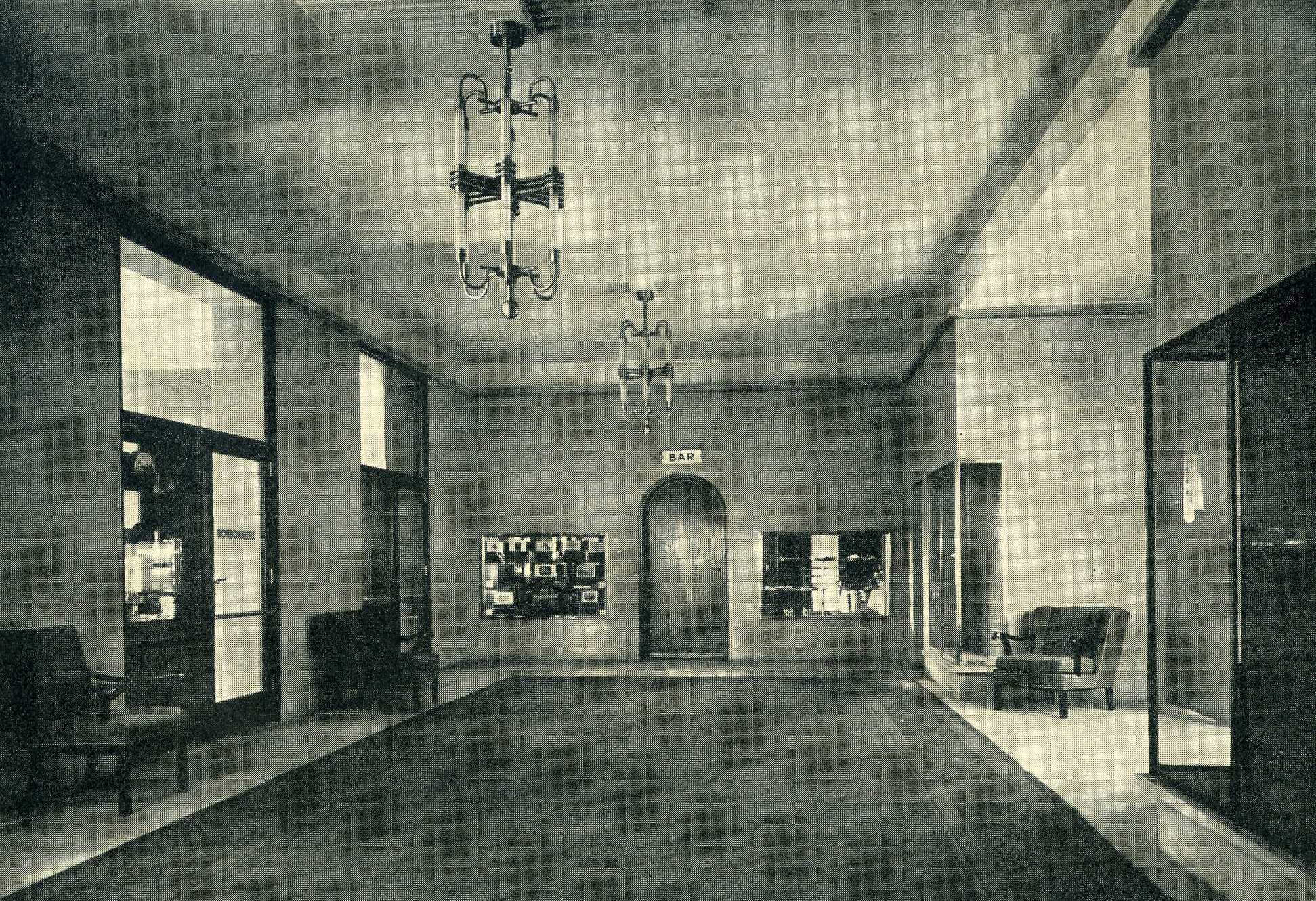
Durchgangshalle mit Blick auf die rundbogige Eingangstür der Hotelbar.
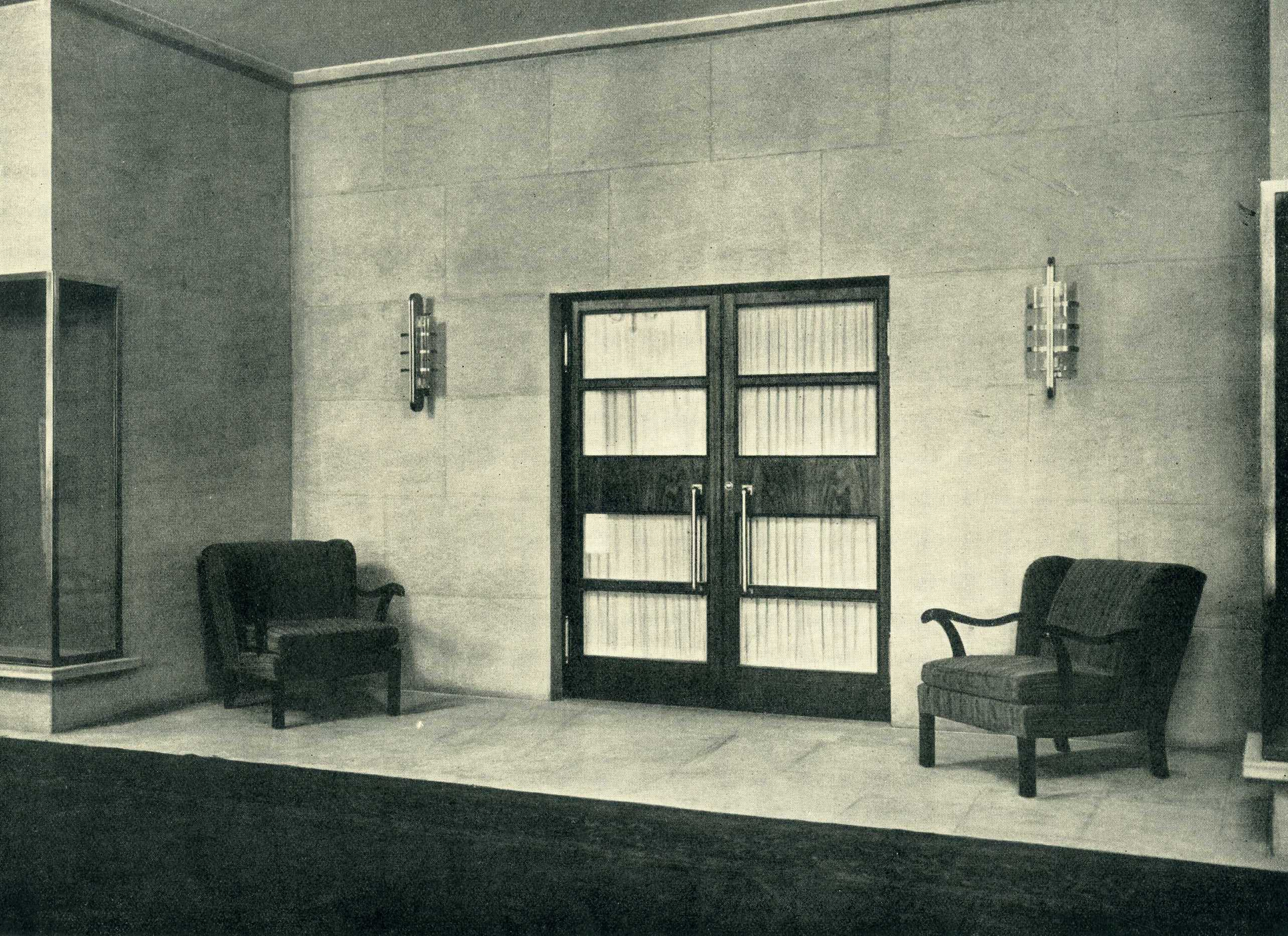
Durchgangshalle mit Sesseln
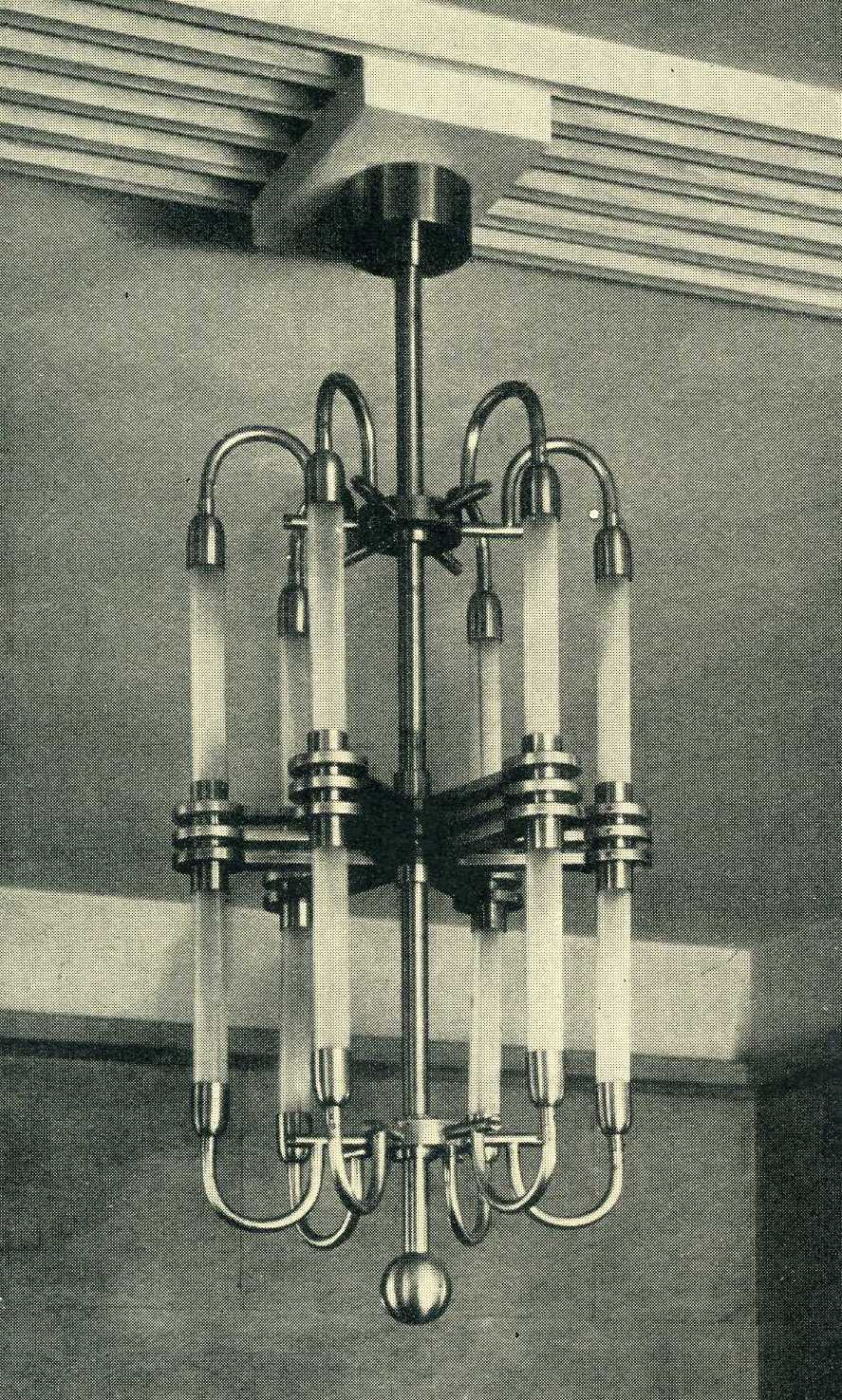
Beleuchtungskörper in der Durchgangshalle.

### 1946/1950: Wiederaufbau (Emil Fahrenkamp)

Gebäude von Emil Fahrenkamp (1950er-Jahre)

Emil Fahrenkamp, der das Hotel in der Vorkriegszeit umgebaut hatte, baute es wieder auf: War das Hotelgebäude in der Vorkriegszeit noch im Stil der Neuen Sachlichkeit umgestaltet worden, wurde dieser Stil in der Nachkriegszeit als zu „kalt […] unpersönlich und distanziert“ empfunden. Man entschied sich daher für eine eher traditionelle Architektur der Nachkriegsmoderne: „Glücklicherweise war Professor Fahrenkamp, der schon in den zwanziger Jahren den Umbau des Hotels vollzogen hatte, auch diesmal bereit, auf der Basis des alten Grundrisses und der zum Teil erhaltengebliebenen Fundamente ein neues Baukonzept zu entwickeln […] Es ist verständlich, daß Dr. Linsenmeyer seinen Architekten Emil Fahrenkamp nicht den Auftrag geben mochte, seine alten Pläne von 1928 ein zweites mal umzusetzen. Zu gravierend waren die Erlebnisse des Krieges, zu drängend der Wunsch, auch äußerlich einen Neuanfang zu suchen. Und zu kurzlebig war wohl auch der Geschmack, der nur 20 Jahre vorher zu der kalten und von vielen Menschen als unpersönlich und distanziert empfundenen Architektur der ‚innerlichen Unantastbarkeit‘ geführt hatte. Der Breidenbacher Hof war wiederentstanden in dem Baustil, den man auch heute noch leicht als den Stil der ‚fünfziger Jahre‘ erkennen kann: Eine schlichte Fassade mit einförmigen Fensterreihen, wie Bänder um das Haus herumgeführt. Unaufdringliche Sachlichkeit, getragen von einer Zuordnung der Linien, die Harmonie ausstrahlt, das Auge nicht verwirrt, aber auch keine Möglichkeit gibt, sich ‚festzusehen‘ und damit Wiedererkennbares zu identifizieren“. Am 12. Oktober 1949 wurden Bar und Restaurant eröffnet, am 15. August 1950 erfolgte die Eröffnung des Breidenbacher Hofs. Fahrenkamps Restaurant für den Breidenbacher Hof zeigte eine traditionelle Ausstattung mit Architektur und Möbel im Stil des Biedermeier: „Das große Restaurant war dezent gestaltet und zweckmäßig eingerichtet. Der Zeitgeschmack hatte sich für leichtes Mobiliar von geradezu biedermeierlicher Schlichtheit entschieden“. Neoklassizistisch auch die Innenarchitektur des Nightclubs „Palette“ und der Empfangshalle.

### 2005/2008: Neubau (Helmut Hentrich)
2005/2008 wurde nach den Plänen der Düsseldorfer Architekten Hentrich, Petschnigg & Partner während der Bauzeit von 28 Monaten der neungeschossige Neubau mit Natursteinfassade zwischen Königsallee und Heinrich-Heine-Allee realisiert, der die Höhe des gegenüberliegenden Kaufhofs aufnimmt. Entstanden ist ein Gebäude mit einer Bruttogeschossfläche von 30.515 m² und einer Nutzmischung aus Hotel, Einzelhandel, Büro und Tiefgarage. Rund 115 Millionen Euro wurden in dieses Projekt investiert. Der Haupteingang vom Hotel, der bei allen alten Gebäuden auf der Heinrich-Heine-Allee lag, liegt nun mittig gegenüber der Südseite des Kaufhofs auf der Theodor-Körner-Straße.
Für die Innenarchitektur zeichnet Raum-Designer Peter Silling mit seiner Firma Hotel Interior Design (HID) verantwortlich. Unter seiner Regie wurden bereits Projekte wie Schloss Velden, Rocco Forte Villa Kennedy oder das Grandhotel Schloss Bensberg realisiert. Zeitlose Eleganz und barocke Gemütlichkeit, inspiriert von Elementen des Art déco und des Empire, transportieren die Grundidee Sillings: „Der Gast soll den Luxus sehen, spüren und erleben.“ Im Untergeschoss des Hotels sind Reste der Düsseldorfer Stadtmauer zu sehen, die bei den Erdarbeiten freigelegt wurden.

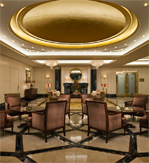
Lobby (2008)
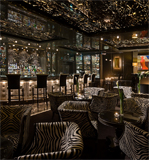
Bar (2008)
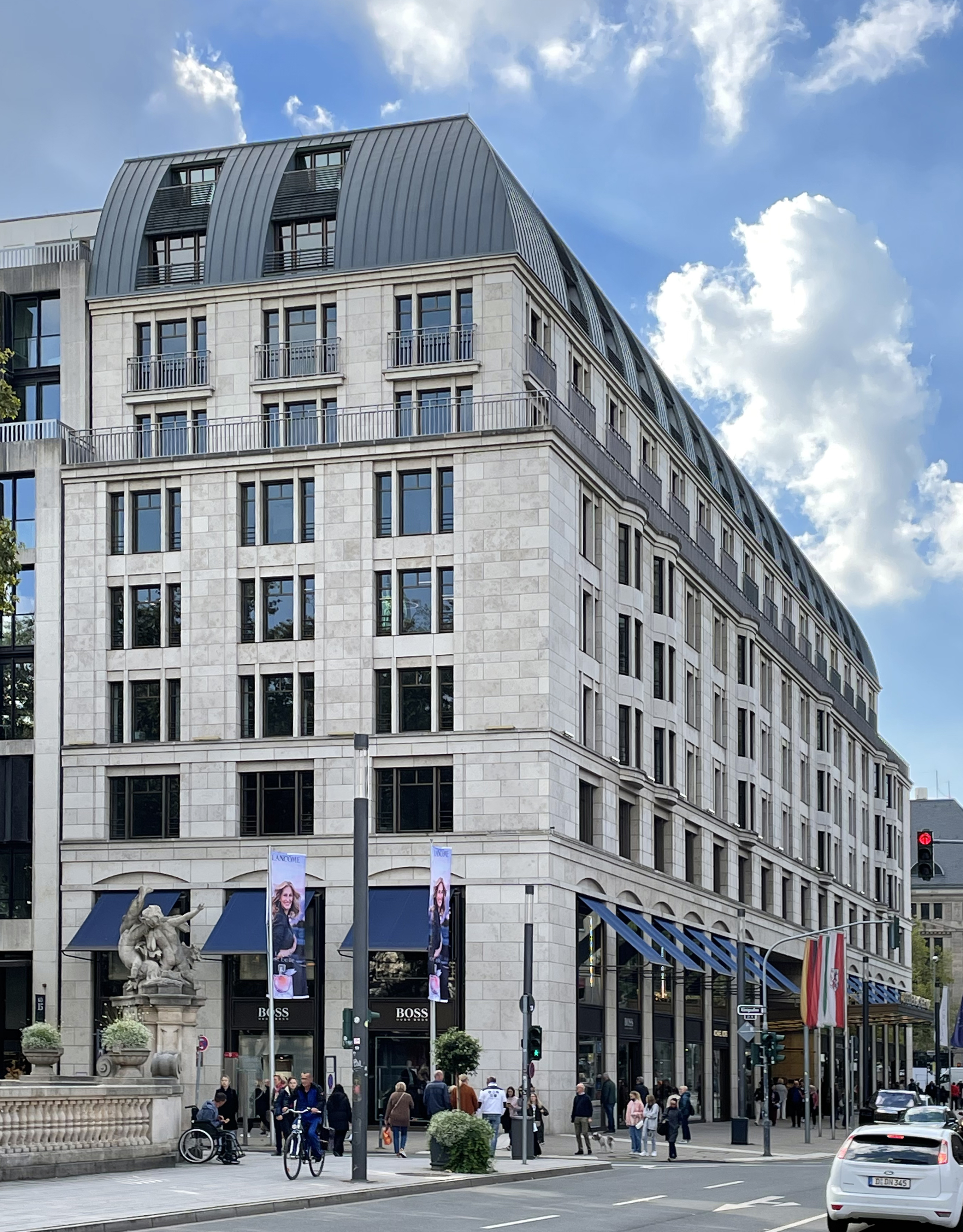
Ecke Königsallee (2022)
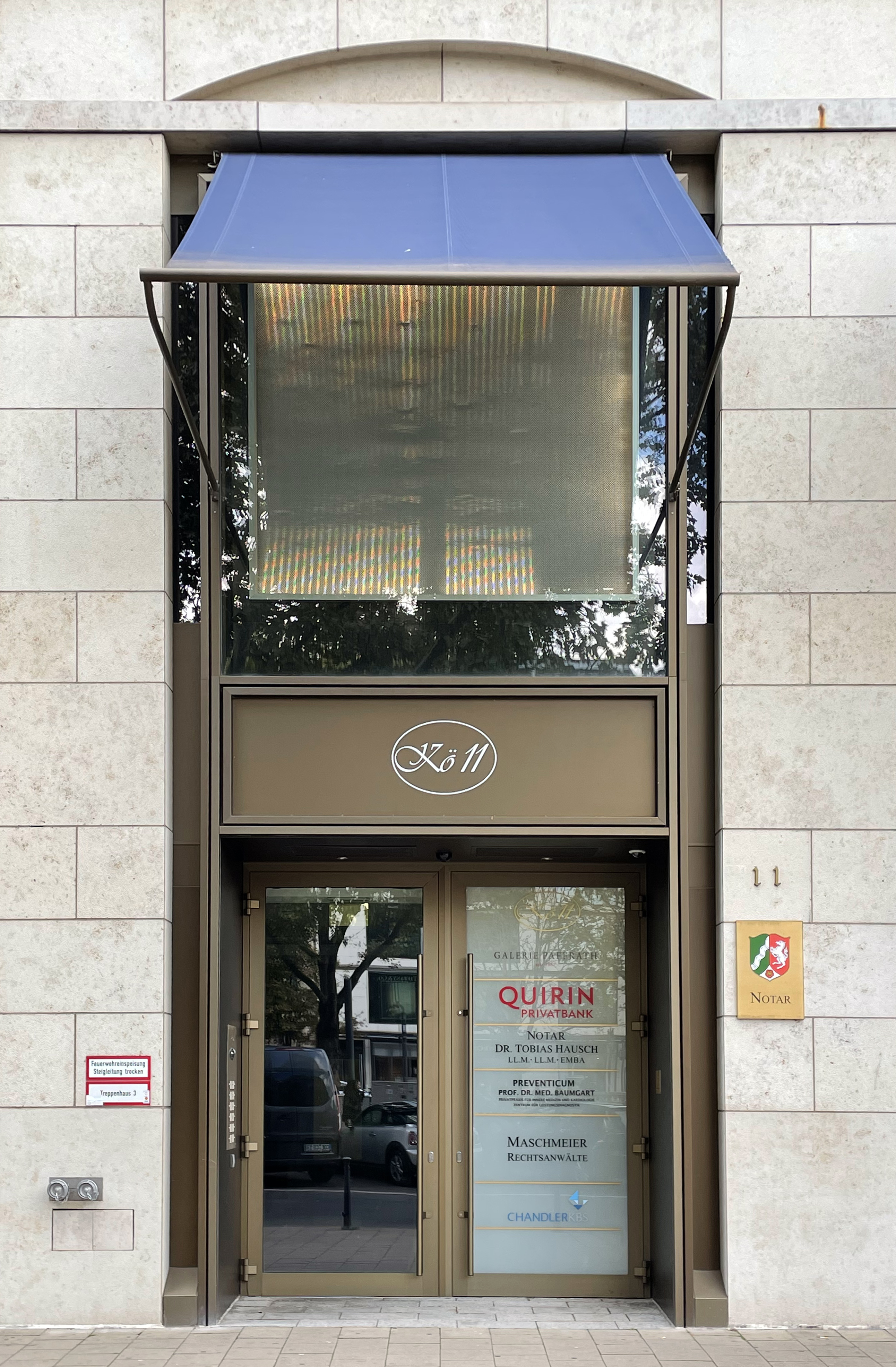
Eingang Königsallee 11 (2022)
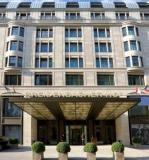
Ansicht der Natursteinfassade und Haupteingang, Theodor-Körner-Straße (2008)

### 2022 Kunsthotel Breidenbacher Hof
2022 zog die Galerie Paffrath in den Breidenbacher Hof, wo ihr in der siebten Etage auf 800 Quadratmetern mehr als doppelt so viel Platz zur Verfügung steht, als vormals an der Königsallee 46. Die siebte Etage des Hotels war einst für Luxuswohnungen vorgesehen. Die Räume mit Rundumblick sollen auch für besondere Veranstaltungen genutzt werden und sind für den Galeriebesucher ein Erlebnis. Der Seiteneingang des Breidenbacher Hofs an der Königsallee 11 wurde umgestaltet und erhielt, wie alle Schaufenster des Einzelhandels, ein Markisenvordach. Über einen Aufzug gelangt man in die obere Etage.

## Marginalien
- Im Alter von 16 Jahren begann der Sänger Udo Lindenberg eine Lehre im Breidenbacher Hof.[47] Seine Lehrzeit endete nach einer fristlosen Kündigung.[48]
- In dem 2013 erschienenen Roman „Königsallee“ von Hans Pleschinski ist der Breidenbacher Hof in den 1950er Jahren der Schauplatz eines fiktiven Zusammentreffens zwischen Schriftsteller Thomas Mann und Klaus Heuser, den er im Sommer 1927 auf Sylt tatsächlich getroffen und später zu sich nach München geladen hatte. Heuser, der Sohn des Kunstakademie-Direktors Werner Heuser, stand Modell für die Romanfigur Joseph in Manns Roman Joseph und seine Brüder.[49][50][51]